# Ré
Insula Ré (În dialectul vechi local, Ile de Rét) este o insulă franceză situată în Golful Biscaya, în largul coastei Aunis.
Facând parte din arhipelagul charentez, este a patra cea mai mare insulă din Franța metropolitană, după Corsica, insula Oléron și Belle-Île-en-Mer. Odată parte integrantă a provinciei Aunis, acum este atașată departamentului Charente-Maritime și regiunii Nouvelle-Aquitaine. Din martie 2015, formează un singur canton: cantonul Île de Ré.
Centrul istoric al insulei este Saint-Martin-de-Ré, care, împreună cu comuna vecină La Flotte, formează unitatea urbană La Flotte, având o populație de 5 302 locuitori în 2013. Totuși, comuna cu cea mai mare populație este Sainte-Marie-de-Ré (3 363 locuitori).
Insula Ré este separată de continent prin strâmtoarea Bretonă și se află la nord de insulele Aix, Oléron, Madame și Nôle, precum și a forturilor Boyard, Énet și Louvois situate în strâmtoarea Antioche la sud. Din 19 mai 1988, este legată de continent prin podul insulei Ré. Destinație turistică, insula este poreclită „Ré la blanche” datorită nuanței caracteristice a caselor sale tradiționale.

## Geografie

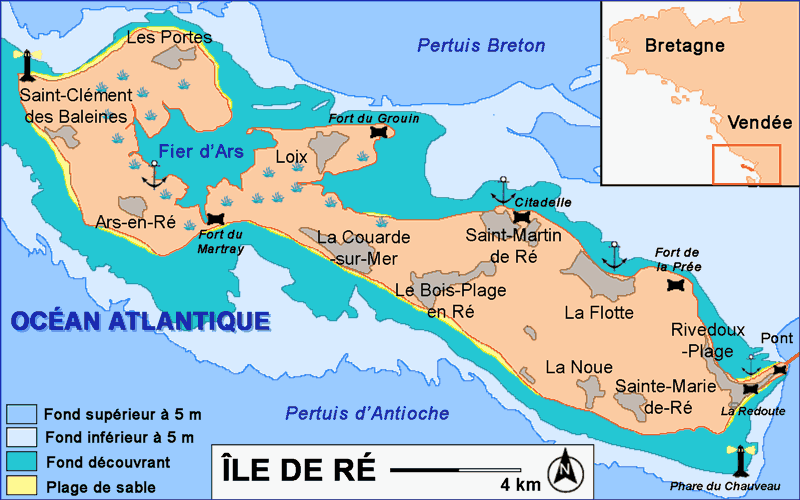
Harta Ile de Ré.

Insula Ré este situată pe coasta de vest a Franței, în mijlocul litoralului Atlantic, în largul coastelor Charente-Maritime și la sud de Vendée, în fața portului La Rochelle și la 1,7 km în punctul cel mai apropiat de continent.

### Caracteristici
Insula Ré, orientată general de la NV la SE, se întinde pe o lungime de 24,6 km și lățimea sa variază între 1,30 și 5,9 km. Are o lungime totală a litoralului de aproape 100 km, din care jumătate este alcătuită din plaje, în special pe coasta de sud-vest.
Suprafața sa este de aproximativ 85 km², ceea ce o face a patra insulă ca mărime din Franța metropolitană, mult în spatele Corsicii (8 680 km²), și apropiată de Insula Oléron (174 km²) și Belle-Île-en-Mer (85,63 km²). Insula are un istm: Martray. Foarte îngust, acesta măsoară doar 0,33 km în lățime și separă Fier d'Ars, un golf situat la nord de strâmtoarea d'Antioche, la sud. Relief-ul insulei este predominant plat și cel mai înalt punct se află la Peu-des-Aumonts, o localitate din comuna Le Bois-Plage-en-Ré, la 20 de metri altitudine.
La extremitatea sa estică, pe teritoriul comunei Rivedoux-Plage, în punctul Sablanceaux, insula este legată de continent în La Repentie/La Pallice prin podul insulei de Ré, lung de trei kilometri și inaugurat la 19 mai 1988. Forma în clopot a podului în partea sa centrală a fost impusă de Marina Națională - la 30 de metri deasupra mării - permițând astfel trecerea navelor de război. Virajul pe care îl face podul pe aproape întreaga sa lungime permite ocolirea unei gropi adânci întâlnite pe traseul axei La Pallice - Sablanceaux (conform fostului deputat al insulei, Alain de Lacoste-Lareymondie).

### Coastele insulei Ré

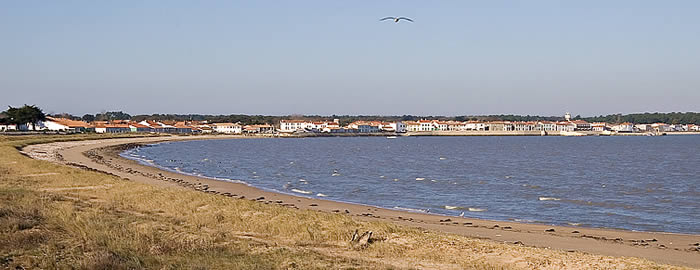
Rivedoux-Plage.

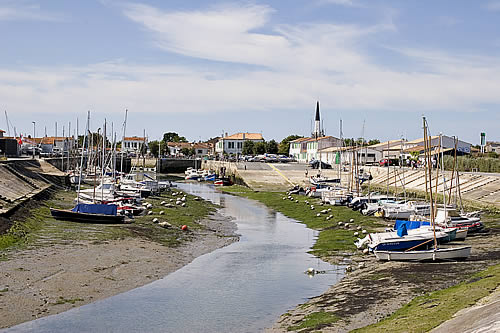
Ars-en-Ré.

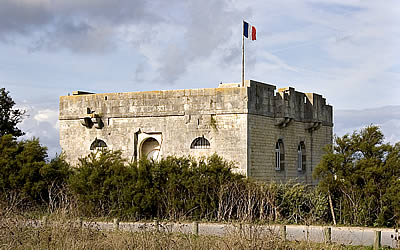
Loix. Fort Grouin (1742).

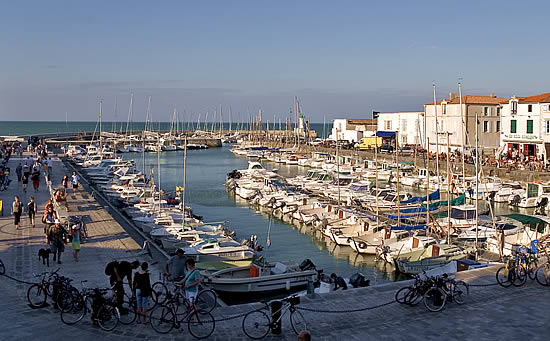
La Flotte. Portul.

#### Coasta de nord, de la est la vest
- Golf mare, plajă de nisip, dune mici (Rivedoux-Plage)
- Stânci mici (10 m, La Flotte, Saint-Martin-de-Ré)
- Coastă joasă, pietriș (La Couarde nord)
- Golf mărginit de mlaștini (La Fosse de Loix)
- Plajă mică apoi pietriș și bolovani (Loix)
- Golf mare mărginită de mlaștini (Fier d'Ars)
- Plajă de nisip și dune mari (20 m, Les Portes-en-Ré)
- Cap stâncos, plajă de nisip, dune mari (20 m) și cap stâncos (Saint-Clément-des-Baleines)

La maree joasă sunt dezvăluite numeroase ferme de stridii. Fier d'Ars este un golf de 800 de hectare situat în nord-vestul insulei.

#### Coasta de sud, de la est la vest
- Plajă cu nisip, dune mici, stânci mici (5 m, Rivedoux-Plage)
- Plajă cu nisip, stânci mici (5 m, Sainte-Marie-de-Ré)
- Plajă mare cu nisip, dune mari (20 m, Le Bois-Plage-en-Ré, La Couarde-sur-Mer)
- Coastă joasă și plajă cu nisip (Le Martray, cel mai îngust loc de pe insula Île de Ré, un istm de câțiva zeci de metri, în timpul mareelor mari).
- Coastă joasă și plajă cu nisip (Ars-en-Ré sud vest).
- Plajă cu nisip și dune mari (20 m, Saint-Clément-des-Baleines)

Coasta de sud este întărită cu un dig dincolo de La Couarde până la Saint-Clément-des-Baleines, cu excepția locurilor unde dunele mari protejează terenurile (capul Grignon, La Combe à l’Eau), riscul fiind ca furtunile dinspre vest să invadeze terenurile și să taie insula în două (Le Martray).
La reflux, este posibil să se observe vestigiile ecluzelor pentru pescuit, dintre care unele au fost restaurate la Sainte-Marie-de-Ré.

### Mediul maritim
La nord, strâmtoarea Bretonă:
- Coastele departamentului Vendée.

La est, La Rochelle:
- Portul La Pallice;
- Portul Minimes.

La sud-est și sud, strâmtoarea Antioche:
- Insula Aix;
- Insula Madame;
- Fortul Boyard;
- Insula Oléron.

La vest:
- Golful Biscaya.

### Comune
Insula Ré este formată din zece comune, care alcătuiesc cantonul Île de Ré. Aceste zece comune sunt, în ordine alfabetică (populația în 2021 este indicată între paranteze):
- Ars-en-Ré (1 297 loc.) ;
- Le Bois-Plage-en-Ré (2 229 loc.) ;
- La Couarde-sur-Mer (1 104 loc.) ;
- La Flotte (3 017 loc.) ;
- Loix (739 loc.) ;
- Les Portes-en-Ré (587 loc.) ;
- Rivedoux-Plage (2 374 loc.) ;
- Saint-Clément-des-Baleines (698 loc.) ;
- Saint-Martin-de-Ré (2 263 loc.) ;
- Sainte-Marie-de-Ré (3 372 loc.).

Cel mai populat oraș este Sainte-Marie-de-Ré. Saint-Martin-de-Ré, capitala istorică a insulei, formează însă, împreună cu comuna vecină La Flotte, o aglomerație, unitatea urbană La Flotte, care adună 5.302 de locuitori în 2013, ceea ce o face cel mai important centru urban al insulei. Cea mai puțin populată comună este Les Portes-en-Ré.
De mici așezări vechi, care formează în prezent sate, au devenit sedii de comună (Le Bois și Saint-Clément); în timp ce alte așezări, rămase izolate geografic, sunt administrativ atașate unor comune, cum ar fi Le Martray la Ars-en-Ré, sau La Noue și Les Grenettes la Sainte-Marie-de-Ré.

### Clima

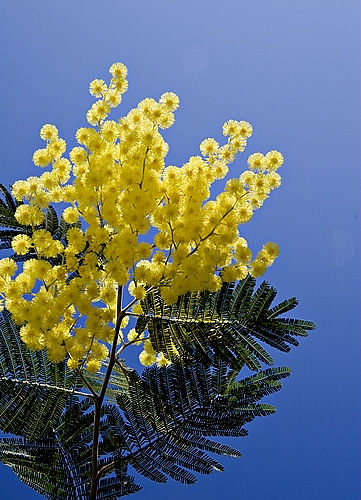
Insula Ré se bucură de un climat blând. Mimozile în februarie.

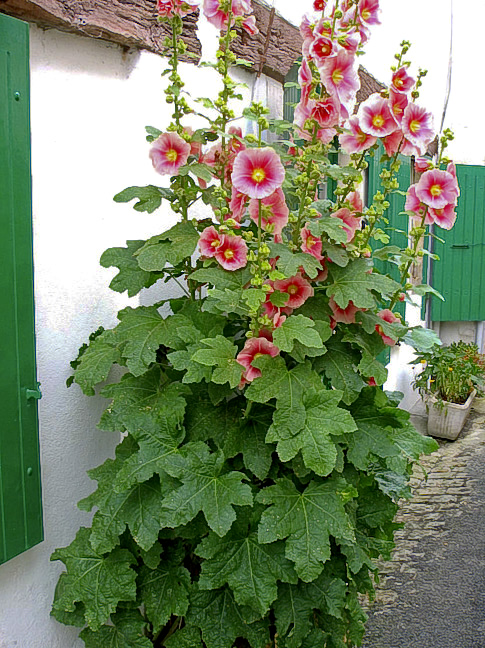
O străduță și un ghiveci cu nalbe.

Climatul de pe insula Ré este oceanic. Insula Ré beneficiază de un climat destul de blând datorită poziției sale geografice și curentului marin cald al Golfului. Insula este foarte însorită, cu aproximativ 2.300 de ore pe an, situându-se după sud-estul Franței și Corsica. În schimb, ploile sunt destul de frecvente în timpul iernii și toamnei. Aceste caracteristici se datorează faptului că relieful este aproape inexistent. În timpul verii, căldura este atenuată de apropierea mării. În timpul iernii, temperatura este destul de blândă, iar căderile de zăpadă sunt puțin frecvente.
Totuși, au existat câteva evenimente meteorologice importante care au marcat istoria insulei Ré. În 1606, insula a fost lovită de o iarnă teribilă, cronicarii au relatat că "trecerea de la Loix și Fier d’Ars erau atât de înghețate încât se putea trece liber pe gheață". Evenimente similare au avut loc în 1890 și în 1891.
| Date climatice pentru Insula Ré                                                                                      | Date climatice pentru Insula Ré | Date climatice pentru Insula Ré | Date climatice pentru Insula Ré | Date climatice pentru Insula Ré | Date climatice pentru Insula Ré | Date climatice pentru Insula Ré | Date climatice pentru Insula Ré | Date climatice pentru Insula Ré | Date climatice pentru Insula Ré | Date climatice pentru Insula Ré | Date climatice pentru Insula Ré | Date climatice pentru Insula Ré | Date climatice pentru Insula Ré |
| Luna | Ian                             | Feb                             | Mar                             | Apr                             | Mai                             | Iun                             | Iul                             | Aug                             | Sep                             | Oct                             | Nov                             | Dec                             | Anual                           |
| --- | ------------------------------- | ------------------------------- | ------------------------------- | ------------------------------- | ------------------------------- | ------------------------------- | ------------------------------- | ------------------------------- | ------------------------------- | ------------------------------- | ------------------------------- | ------------------------------- | ------------------------------- |
| Maxima medie °C (°F)                                                                                                 | 9.3 (48,7)                      | 10.5 (50,9)                     | 13.3 (55,9)                     | 16.1 (61)                       | 19.4 (66,9)                     | 23.6 (74,5)                     | 24.1 (75,4)                     | 24.3 (75,7)                     | 22.7 (72,9)                     | 18.4 (65,1)                     | 13.1 (55,6)                     | 9.3 (48,7)                      | 17,0 (62,6)                     |
| Minima medie °C (°F)                                                                                                 | 3.8 (38,8)                      | 3.9 (39)                        | 5.7 (42,3)                      | 7.9 (46,2)                      | 11.2 (52,2)                     | 14.4 (57,9)                     | 16.0 (60,8)                     | 15.9 (60,6)                     | 12.9 (55,2)                     | 11.1 (52)                       | 7.2 (45)                        | 3.7 (38,7)                      | 9,5 (49,1)                      |
| Minima istorică °C (°F)                                                                                              | −7.3 (18,9)                     | −8.1 (17,4)                     | −9.2 (15,4)                     | −2.2 (28)                       | 1.9 (35,4)                      | 4.9 (40,8)                      | 8.8 (47,8)                      | 9.4 (48,9)                      | 4.7 (40,5)                      | 0.7 (33,3)                      | −5.4 (22,3)                     | −8.4 (16,9)                     | −9,2 (15,4)                     |
| Umiditate [%] | 73.6                            | 48.3                            | 69.6                            | 49.3                            | 47.7                            | 30.6                            | 51.8                            | 41.9                            | 40.8                            | 99.2                            | 106.2                           | 85.4                            | 744,4                           |
| Sursă: „Fiche 17300009” (PDF) (în franceză). donneespubliques.meteofrance.fr. 6 mai 2021. Accesat în 9 aprilie 2024. |                                 |                                 |                                 |                                 |                                 |                                 |                                 |                                 |                                 |                                 |                                 |                                 |                                 |

### Fauna si Flora
Rezervația naturală natională Lilleau des Niges este situată în partea de nord a insulei. În fiecare an, zeci de mii de păsări migratoare tranzitează aici, inclusiv gâște și rațe iarna, privighetori și rândunici de mare primăvara, precum și călifari, egrete și alte specii de păsări.

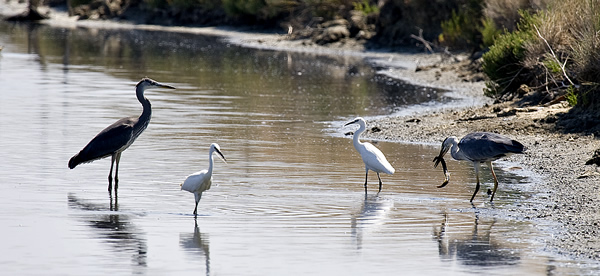
Stârci și egretă mică în mlaștinile Loix

La câțiva kilometri distanță, pădurile Trousse-Chemise, Lizay, Combe-à-L'eau și Henri IV, mărginite de plaje și dune, dezvăluie o floră specifică mediilor dunare (linaria, garofite de plajă). Pinii maritimi și stejarii verzi găzduiesc în subpădure plante caracteristice plante caracteristice maquisului și tufășurilor din sudul Mediteranei.
Amplasate puțin în afara insulei, la La Couarde, Loix și Ars-en-Ré, mlaștinile sărate ascund, de asemenea, o floră specifică zonelor mlăștinoase: salicornie, limba-peștelui, muștar negru (Brassica nigra).
În 1994, a fost publicat un inventar complet al plantelor vasculare prezente pe insula Ré. Într-adevăr, insula Ré găzduiește câteva plante rare, printre care celebrul Ciste hirsute (Cistus hirsutus = C. psilosepalus) în pădurea Trousse Chemise.

### Seismicitate
L'insulă a experimentat cutremure de-a lungul istoriei sale, iar legendele atribuie crearea insulei unor cutremure teribile (vezi mai jos la Legende).

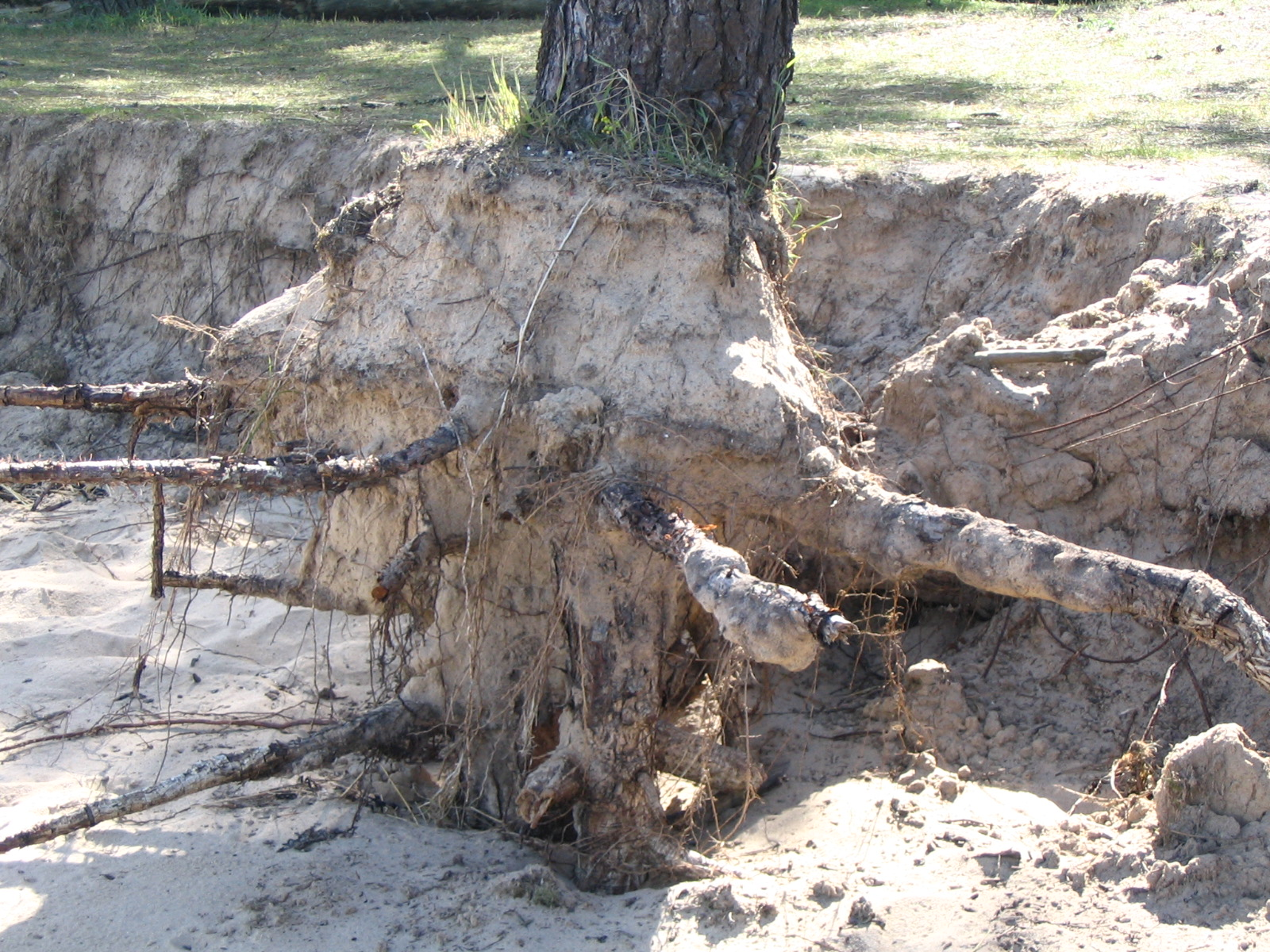
Pădurea Trousse-Chemise, Les Portes-en-Ré: retragerea cordonului de dune determină expunerea rădăcinilor unui pin după o maree ridicată.

### Amenințări climatice și naturale
Datorită altitudinii sale reduse, insula Ré se află în prima linie în fața creșterii nivelului mării ca urmare a schimbărilor climatice globale. O creștere a nivelului mării între 110 și 770 mm (adică între 11 și 70 de centimetri), consecutivă topirii ghețarilor, ar putea duce la dispariția insulei Ré (care se află la o altitudine maximă de 20 de metri deasupra nivelului mării) până la sfârșitul secolului al XXI-lea. Cu toate acestea, ridicarea regională a terenului, măsurată în 2010 la peste 2,7 mm/an (conform maregrafului din La Pallice), pare să fie mai mare decât creșterea nivelului mării, ceea ce face acest risc puțin probabil.
Semnele de retragere a litoralului sunt vizibile în mai multe locuri de pe periferia insulei:
- eroziunea micilor stânci de pe coasta nordică (mai mulți metri pe an la pădurea Trousse-Chemise);
- reducerea lățimii plajelor de pe coasta sudică și atacul cordoanelor de nisip în timpul mareelor mari.

La sfârșitul anului 2019, în urma unei consultări publice, prefectul regiunii Nouvelle-Aquitaine a decis să interzică pescuitul cu plasă de fund pe platoul Rochebonne, în largul coastei insulei, pentru a proteja peștii zburători și delfinii · . Suprafața de aproximativ 100 km² este clasificată Natura 2000 datorită fragilității sale.

## Date demografice
Omul a fost prezent pe insulă cu câteva mii de ani în urmă, așa cum o atestă un silex din perioada protoistorică. Cu toate acestea, insula rămâne mult timp izolată, chiar și în perioada galoromană, când insula Ré, care era atunci un arhipelag compus din insule mici, este puțin colonizată.
La începutul Evului Mediu, Ré rămâne foarte puțin locuită, dar exploatarea terenurilor sale și în special exploatarea sărăturilor în timpul perioadei medievale generează o populație pe insulă care se dezvoltă treptat. În mijlocul Evului Mediu, satele sunt create peste tot, în jurul bisericilor parohiale, iar întreaga viață rurală este deja bine organizată. În acea perioadă, insula Ré numără probabil între 8 000 și 10 000 de locuitori.
În secolele al XVII-lea și al XVIII-lea, în plină "epocă de aur", insula Ré numără aproape 17 000 de locuitori, puțin mai puțin decât în prezent.
Vârful este atins în 1831, cu 17 976 de locuitori. Acest număr scade constant începând din a doua jumătate a secolului al XIX-lea (încă din timpul celui de-al Doilea Imperiu) până în perioada imediat următoare celui de-al Doilea Război Mondial.

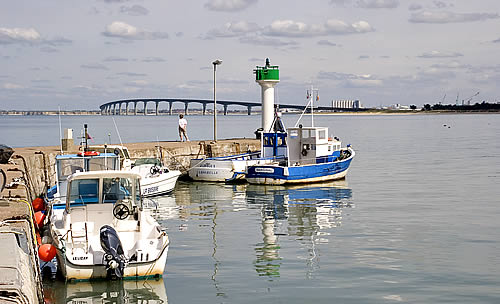
Rivedoux-Plage. Portul și podul în fundal.

Din 1946, populația insulei Ré nu a încetat să crească, accelerând semnificativ după construcția podului în 1988.
Printre statisticile interesante, trebuie menționat faptul că 20% dintre locuitorii din Ré au mai puțin de douăzeci și cinci de ani.
Densitatea populației este de 207 locuitori pe km² în 2006, iar creșterea populației a fost semnificativă între 1990 și 1999 (+18%).
În afara sezonului, insula este locuită de aproximativ 18.000 de locuitori, acest număr fiind multiplicat de zece în plin sezon estival.
De la închiderea maternității din Saint-Martin-de-Ré, în anii 1970, cu rare excepții, nu mai au loc nașteri pe insula Ré. De fapt, femeile gravide sunt direcționate către maternitățile din La Rochelle.
| An        | 1698  | 1774  | 1821  | 1851  | 1876  | 1901  | 1946 | 1968 | 1982  | 1999  | 2006  | 2007  | 2016  | 2020  |
| --------- | ----- | ----- | ----- | ----- | ----- | ----- | ---- | ---- | ----- | ----- | ----- | ----- | ----- | ----- |
| Populație | 14500 | 16735 | 16728 | 17658 | 15609 | 14232 | 7908 | 9967 | 11360 | 16499 | 17640 | 17824 | 17458 | 17503 |

## Toponimie

### Atestări vechi
Numele insulei este menționat sub formele "Ratis" în secolul al VII-lea (Anonimul din Ravenna, cosmografie) și "Radis" (fără dată). André Cherpillod citează doar ultimele două forme latine, menționând în mod curios că prima dintre ele, adică "Radis", a fost schimbată în "Rhea", numele unei zeițe, Insula Rhea în latină medievală în secolele al XII-lea și al XIII-lea.

### Etimologie
Galezii cunoșteau un substantiv comun "ratis" (citit "rătis" cu un a scurt) cu sensul de „ferigă” · . Este menționat de Marcellus de Bordeaux în De medicamentis Liber: „Herbae pteridis, id est filiculae, quae ratis gallice dicitur..”. Există de asemenea în alte limbi celtice: bretonă "radenn" (*rati-nā), galeză "rhedyn", irlandeză veche "raith" cu sensul de „ferigă” · .
J.M. Cassagne și M. Korsak, inspirați de cercetările asupra culturii celtice, consideră că "Ré" înseamnă „insula cu ferigi”.
Însă, în timp ce Xavier Delamarre identifică cu siguranță cuvântul "rătis" cu sensul de „ferigă” în Rezé (*Ratiate > Ratiaton în secolul al II-lea), Razac-sur-l'Isle (*Ratiacum > Razacum în secolul al XIII-lea, cu sufixul -acum), etc., el nu menționează "Ré" ca un toponim care conține această rădăcină. În schimb, el propune un omograf "rate" / "ratis" (citit rāte / rātis, cu a lung), bine reprezentat în toponimie, și care înseamnă „zid, fortificație”, de unde „fort” (cf. irlandeză veche ráth, ráith „movilă de pământ, fort, fortificație”) și care poate fi tipul primitiv al lui Ré, de la *rati-, de unde și latinul Radis.

## Istorie

### Antichitate
La origine, Ré ar putea fi format dintr-un arhipelag compus din cel puțin trei insule, două fiind mai mici:
- Una în nord, insula Loix, alcătuită din satul Loix;
- Una în vest, insula Ars, formată din satele Ars, Saint-Clément-des-Baleines și Les Portes;
- Cea mai mare și mai apropiată de continent, insula Ré, care include comunele actuale Rivedoux-Plage, Sainte-Marie-de-Ré, La Flotte, Saint-Martin-de-Ré, Le Bois-Plage și La Couarde-sur-Mer.

Acest arhipelag făcea parte din teritoriul tribului galic Lemovices, prin intermediul cărora cea mai mare insulă, Insula Ré, a primit ulterior numele latin de Arica Insula. Acest nume s-a impus ulterior întregului arhipelag.
Dar unii istorici, urmându-l pe doctorul Kemmerer, presupun că insula Ré era legată de continent în perioada antică. De fapt, în timp ce au fost găsite unele vestigii ale ocupației romane, precum și câteva fragmente rămase de origine celtică, niciun document din perioada romană nu menționează insularitatea sa. Ptolemeu, geograf egiptean, vorbește despre un promontoriu, și nu despre o insulă, în acea zonă. Separarea de continent ar fi rezultatul unui cutremur puternic care ar fi zguduit regiunea într-o perioadă târzie a Antichității galoromane (vezi mai jos la Legende).

### Evul Mediu

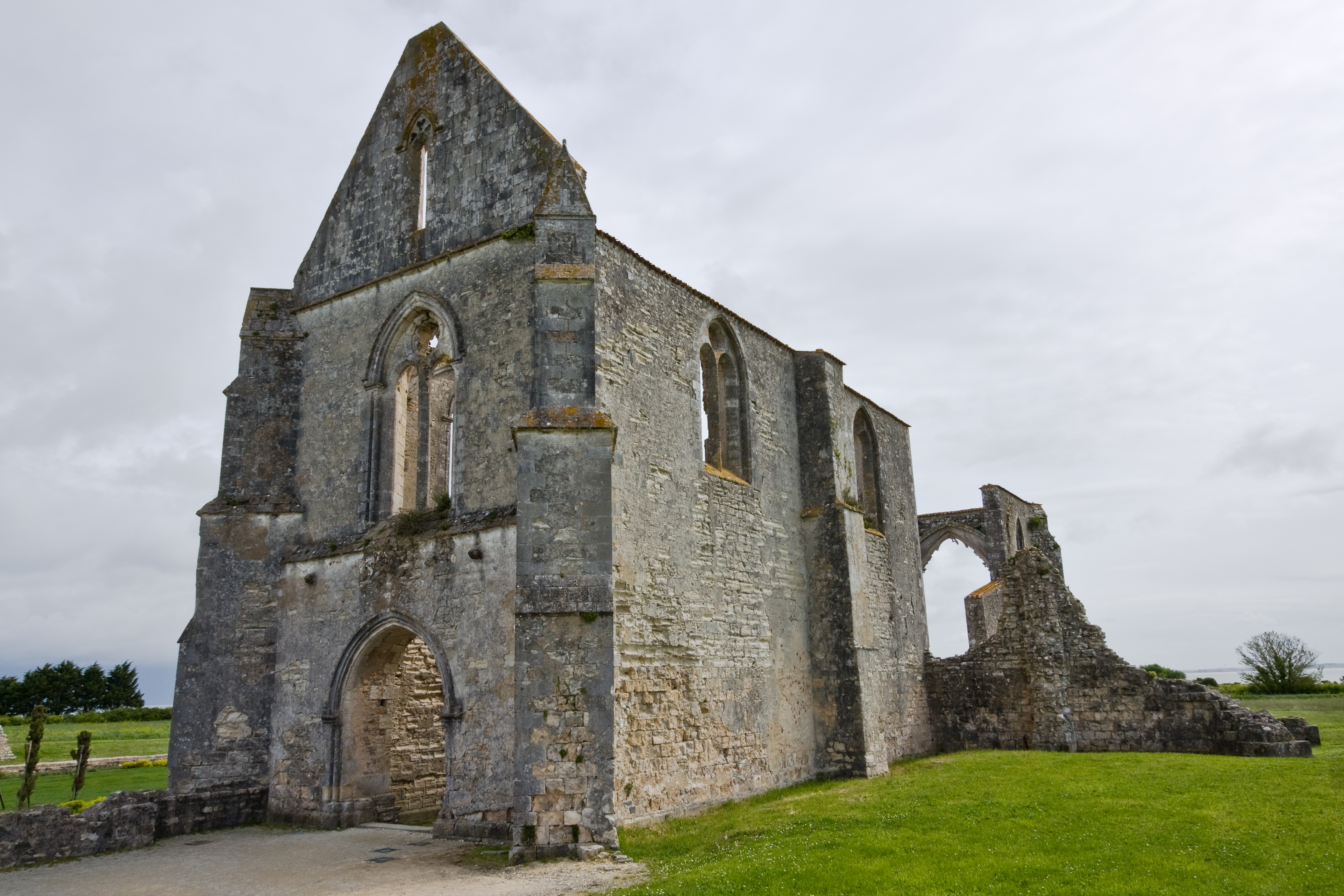
Abația Castelliers.

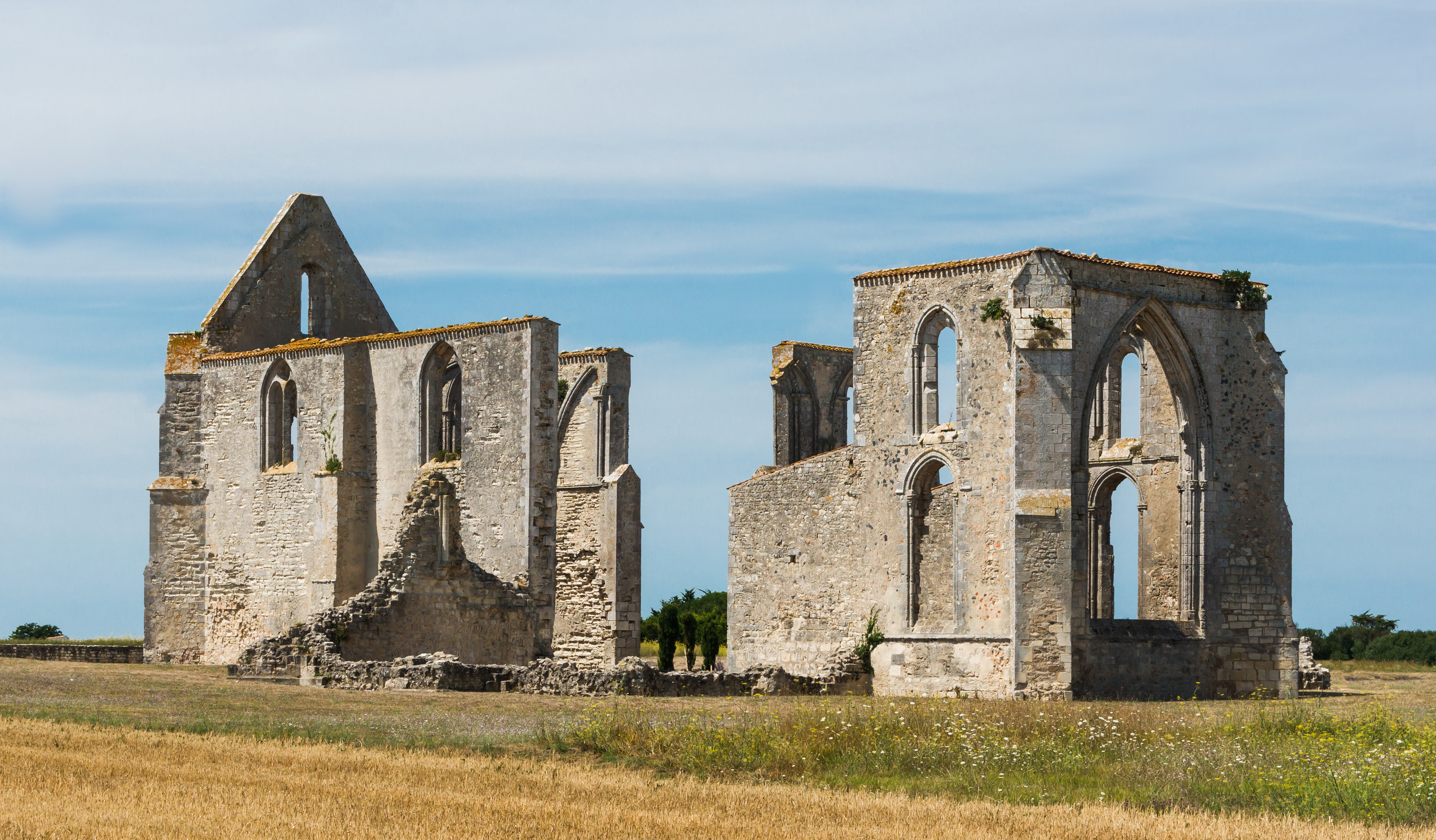
Abația Notre-Dame de Ré.

O cosmografie greacă din secolul al VII-lea numește insula sub numele de Ratis, iar ulterior este denumită Insula Réa, adică Insula Rhé.
În anul 848, insula a fost jefuită de către conducătorul viking Hasting.
În secolul al XII-lea, abația cisterciană Notre-Dame-de-Ré a fost înființată sub patronajul familiei Mauléon, seniorii de La Flotte. În curând, abația va domina cea mai mare parte a insulei, în ciuda numeroaselor jafuri. În timpul conflictului anglo-francez din 1242, Henric al III-lea al Angliei atrage locuitorii din Ré în tabăra sa, promițându-le statutul de comună jurată. Aici construiește o fortăreață, apoi restituie insula lui Ludovic al IX-lea al Franței prin tratatul din aprilie 1243. În secolul al XV-lea apar primele vii.
În 1397, Pierre al II-lea d'Amboise, al 31-lea viconte de Thouars, a devenit senior al insulei Ré, iar la 21 iulie 1404, el a promis să țină insula de Ré sub fidelitate și omagiu față de regele Carol al VI-lea datorită castelului La Rochelle. El și succesorul său, Louis d'Amboise, au apărat locuitorii insulei Ré împotriva invaziilor engleze în timpul Războiului de o sută de ani.
Pe 3 iunie 1472, prin scrisorile sale, Ludovic al XI-lea confirmă privilegiile orașului, după moartea ducelui de Guyenne, fratele săue. În august 1479, acest lucru este confirmat din nou.

### Timpurile moderne
În februarie 1625, protestantul Soubise a pus mâna pe insula. Câteva luni mai târziu, Ducele de Guise a organizat o debarcare pentru a recuceri insula, sprijinit de flotele olandeze și engleze. Fort La Prée a fost construit în 1625 în La Flotte.
În 1627, în timpul asediului pe care Ludovic al XIII-lea și Cardinalul Richelieu l-au organizat impotriva hughenoților din La Rochelle, 5.000 de soldați englezi și 100 de cavaleri, conduși de ducele de Buckingham, au invadat insula și au asediat Saint-Martin timp de cinci luni (din iulie până în noiembrie). Toiras, guvernatorul insulei, a reușit să reziste până la sosirea unei forțe de 3.000 de oameni organizate de către Richelieu care a ajuns prin surprindere pe insulă. Claude de Launay-Razilly s-a remarcat în aprovizionarea Île de Ré în timpul blocadei navale engleze și a participat activ sub ordinele lui Richelieu ca amiral.
Asediul este ridicat, englezii lasă o mie de morți în urmă și scapă cu ajutorul flotei lor. Pe 18 septembrie 1628, Buckingham încearcă din nou în fața Saint-Martin, dar este mitraliat și bombardat și nu încearcă debarcarea. Atacă o ultimă dată pe 27 octombrie, dar este în cele din urmă învins pe 8 noiembrie. Urmează bătălia de la Podul Feneau, ultima bătălie a ducele de Buckingham.
În 1661, Philippe Mancini, Ducele de Nevers a fost guvernator al insulei.
În 1681, Vauban reevaluează apărarea celor trei redute de pe insulă, Les Portes-en-Ré, Le Martray (Ars-en-Ré) și Rivedoux-Plage, apoi începe să fortifice Saint-Martin-de-Ré, începând prin reconstruirea cetății care fusese demolată în același timp cu fortificațiile din La Rochelle, după asediul din 1573.
În zilele de 15 și 16 iulie 1696, flota engleză bombardează Saint-Martin-de-Ré.
Pe 23 august 1743, Madame de Tencin primește baronia Saint-Martin de l'Isle de Ré din moștenirea lui Charles-Joseph de La Fresnay. În 1745, ea deleghează moșiile sale de la Grenetière către Penaud des Marais pentru o rentă anuală de 500 de livre.
Louis-Joseph des Escotais, conte de Chantilly, a fost ultimul guvernator militar al insulei (1775 până în 1790) · . Cours du Bailly des Écotais îi poartă numele în satul Saint-Martin-de-Ré.

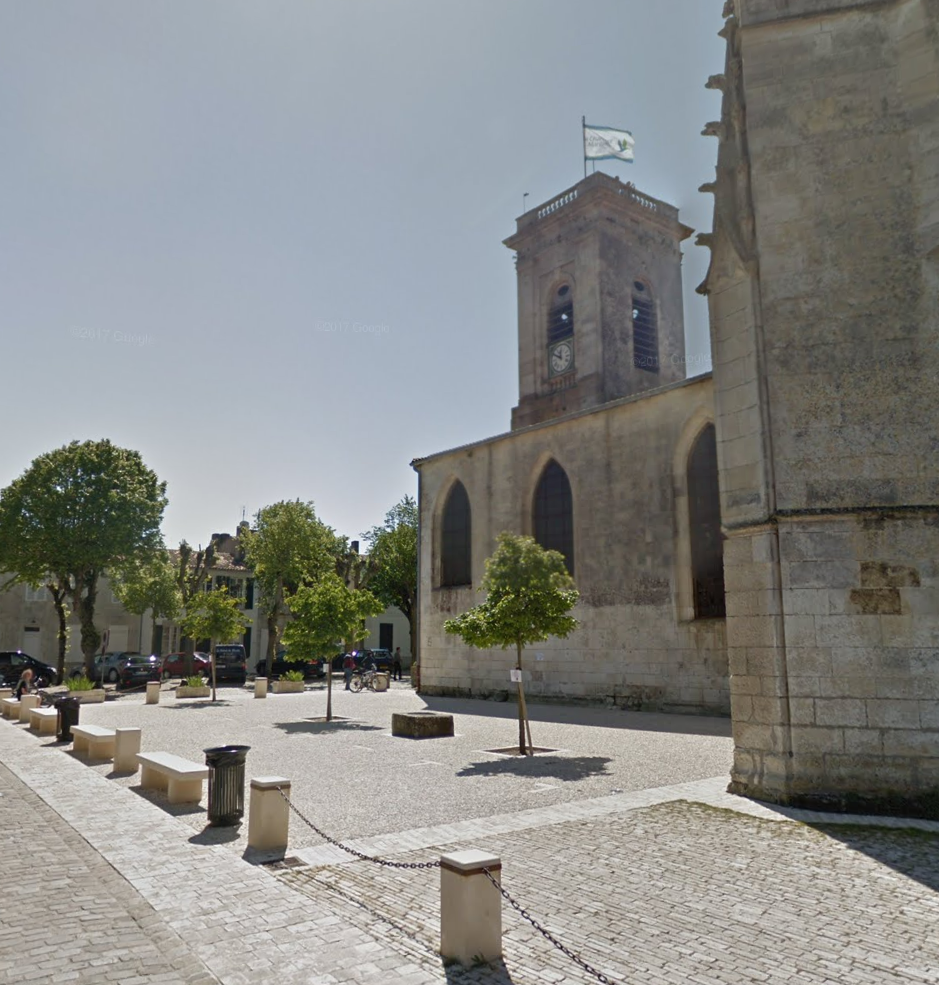
Cours du bailiff des Escotais numit în onoarea lui Louis-Joseph în Saint-Martin-de-Ré.
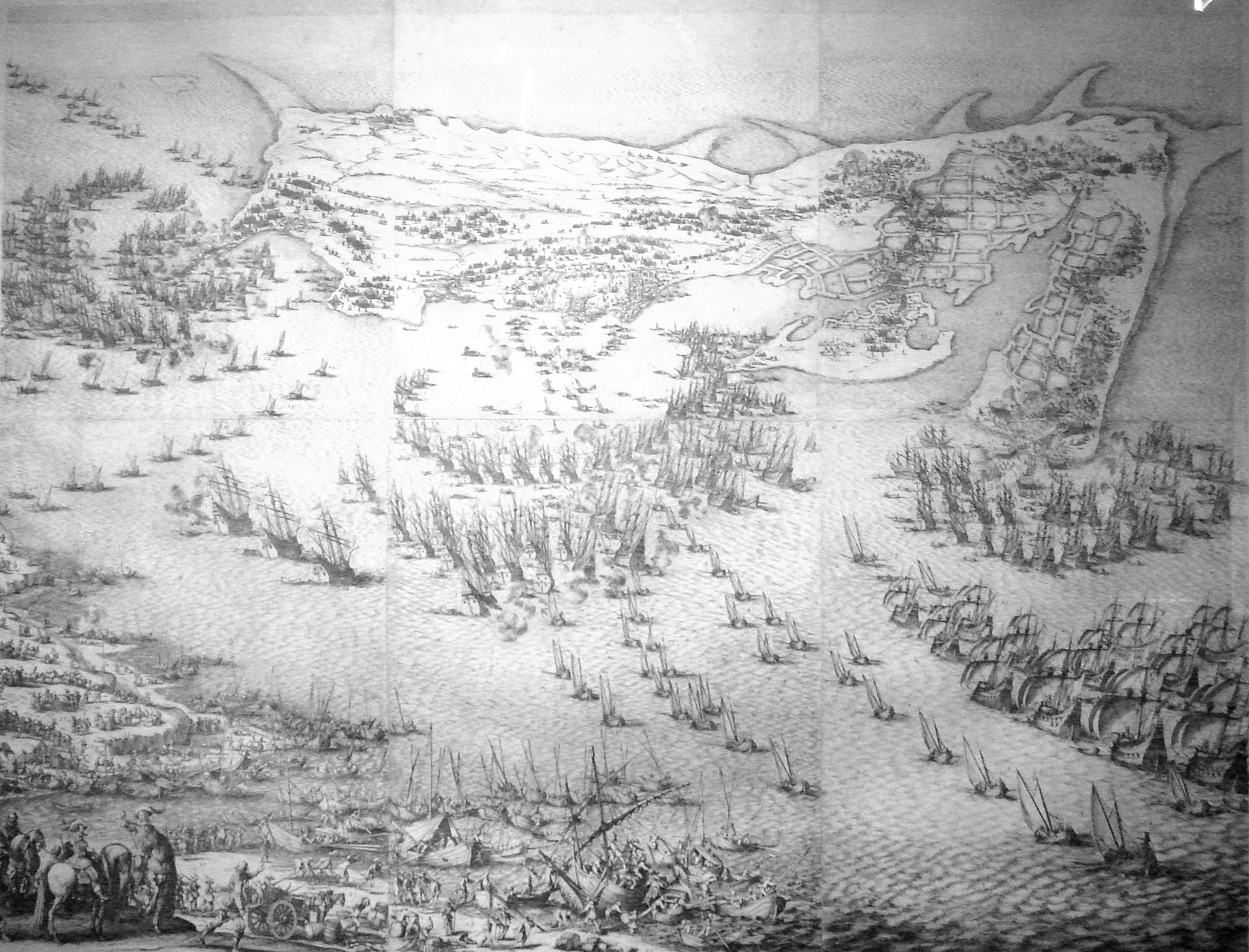
Asediul Île de Ré în 1627 (gravură de Callot).
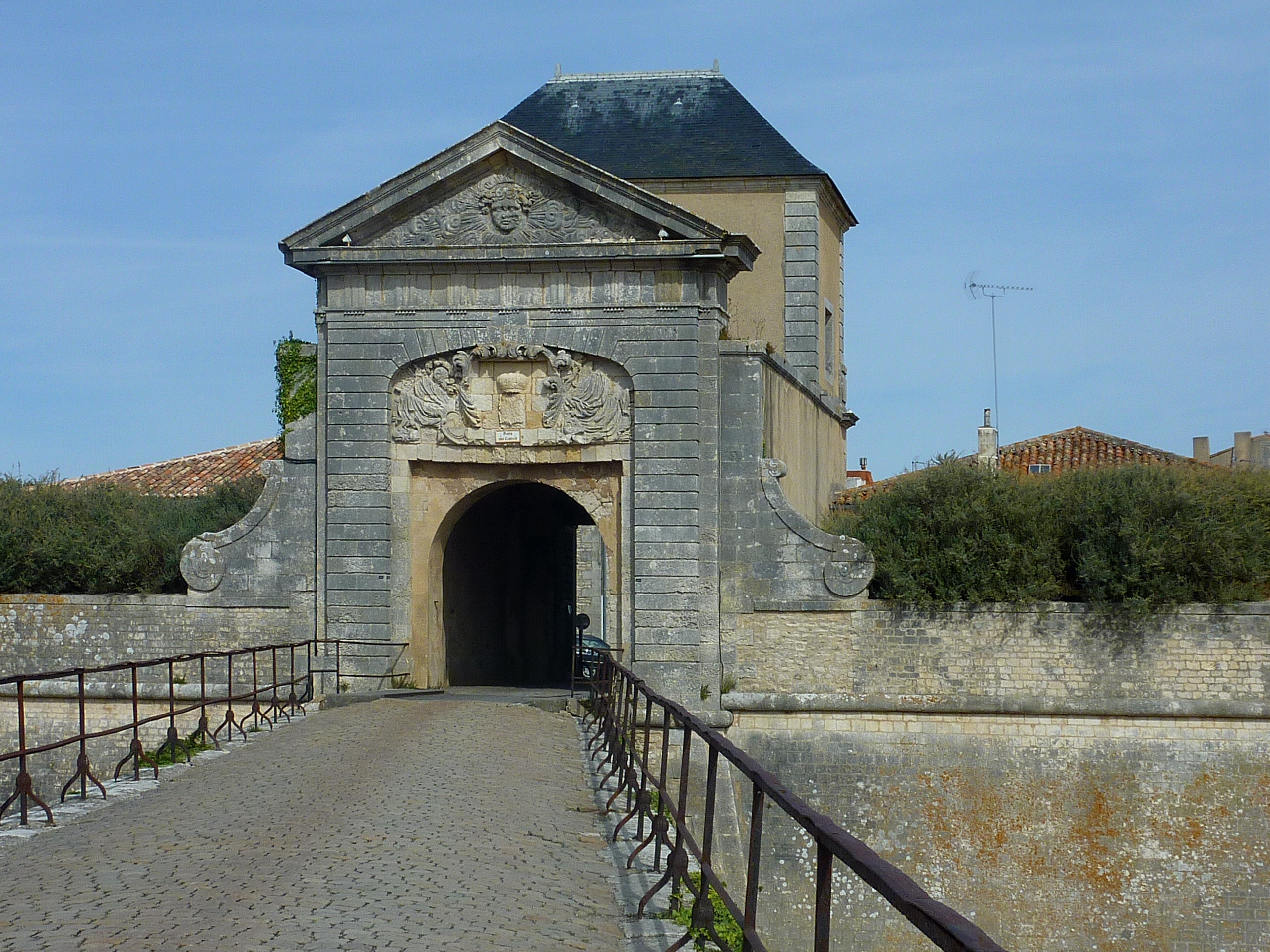
Porte des Campani, construcția lui Vauban în Saint-Martin-de-Ré.

### Secolele al XIX-lea și al XX-lea
Sistemul defensiv al insulei în cea mai mare parte a secolului al XIX-lea include patru fortărețe militare: fortul de la Prée în comuna La Flotte, fortul Martray care blochează istmul dintre Ars și Loix, fortul Sablanceaux în comuna Sainte-Marie și cetatea emblematică din Saint-Martin.
O descriere a insulei în jurul anului 1850 menționează o regiune puțin fertilă, fără pășuni reale, cu puțini arbori și fără producție de grâu. Cu toate acestea, "insula este plină de vii care produc mult vin", majoritatea fiind convertite și distilate în alcool. Cei mai mulți locuitori sunt marinari, fiind atât pescari cât și viticultori, dar mulți sunt și lucrători în doșeniul sării, deoarece anumite părți ale insulei amenajate cu canale au mlaștini sărate considerabile, furnizând o cantitate imensă de sare de cea mai bună calitate. Comerțul constă în vinuri roșii sau albe, alcool, sare, pește, dar și în cherestea, materiale de construcții navale, gudroane și fier. În afara mai multor sate modeste, se găsește micul oraș Saint-Martin și vechile târguri La Flotte și Ars.

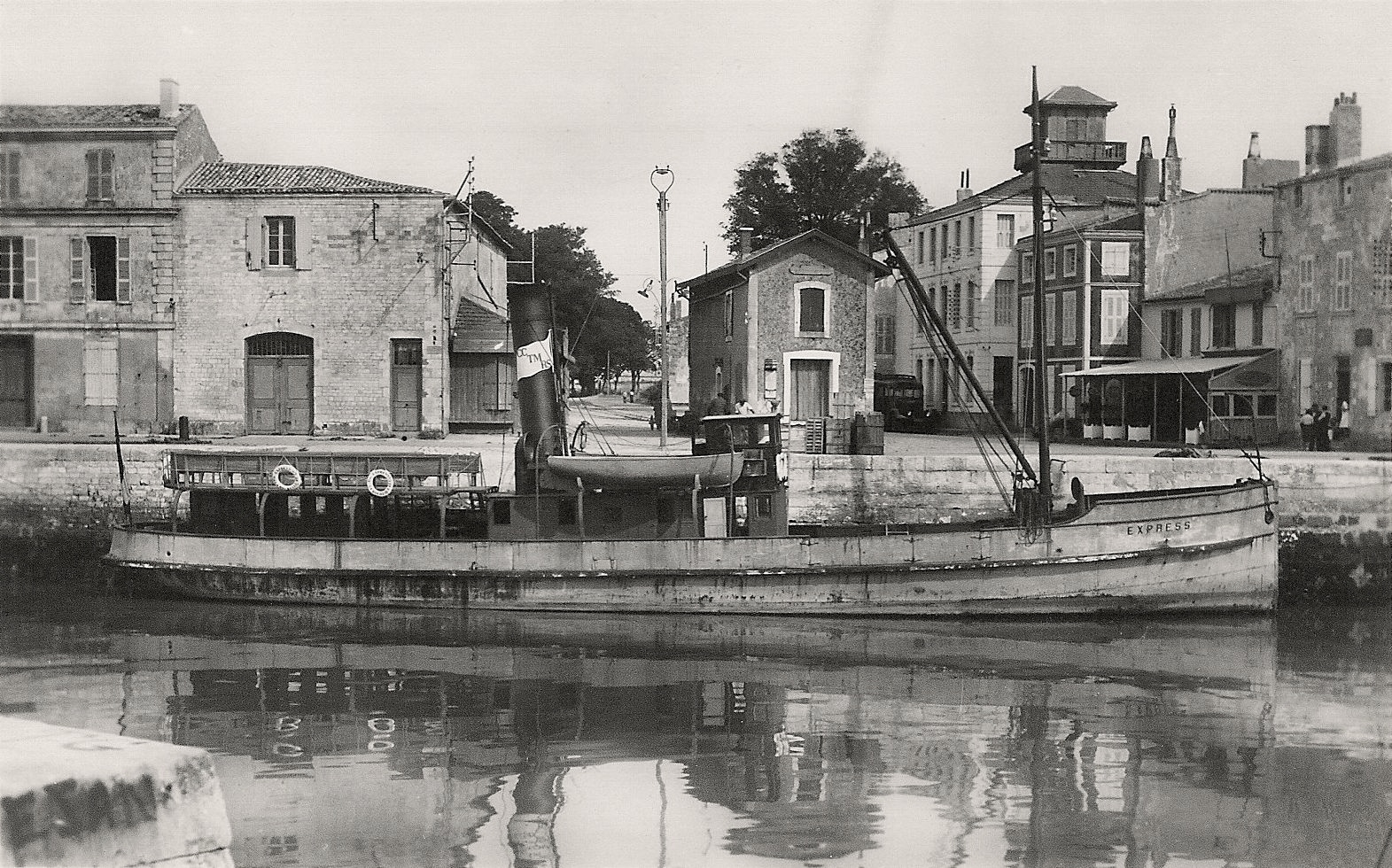
Înainte de punerea în funcțiune a bacurilor, insula Ré era deservită de la La Rochelle de către mici nave feribot, așa cum se vede aici în Saint-Martin-de-Ré.

Farul Balenelor, construit în 1853 și înalt de 57 de metri, lângă "Turnul Balenelor" din perioada lui Vauban (1682), care i-a dat numele, rămâne unul dintre monumentele remarcabile ale insulei, situat la extremitatea sa vestică, în comuna Saint-Clément-des-Baleines. Este vorba despre un far cu lumină rotativă, cu eclipse la două minute, cu fulgere inegale, cu o rază de acțiune de peste 23 km, pentru a semnaliza intrarea în canale și recifele care înconjoară insula.
În 1873, cetatea din Saint-Martin-de-Ré servește drept etapă (Penitenciarul de pe Insula Ré) pentru condamnații la deportare, în special către Noua Caledonie și apoi către Guyana între 1897 și 1938. Insula este legată de continent printr-un pod construit în 1988; până la acea dată, legătura se făcea cu bacul.
Salvarea unei goelete de către o navă de stat, 1869
„ Île de Ré, le 29 novembre 1869. À Monsieur Henri Rieunier, Officier de la Légion d'honneur, Commandant le vapeur de l'État l'Argus, à la Rochelle. Monsieur le Commandant, Je considère comme mon premier devoir de vous adresser l'expression de ma vive reconnaissance pour les services empressés, persistants & généreux que vous m'avez rendu en retirant mon navire du péril imminent où il se trouvait sur les rochers de Chauveau pour le conduire dans le port de Saint-Martin de Ré. Votre conduite est bien celle d'un noble cœur, elle est au-dessus de tout éloges & je n'en perdrai jamais le Souvenir. Je suis avec respect Monsieur le Commandant, votre humble & dévoué serviteur. Le Capitaine de la goélette Marie de Marseille. Signé : Capitaine Orsini. Monsieur le Commandant, Nous sommes heureux de nous joindre au Capitaine Orsini pour vous offrir nos remerciements de la gracieuseté avec laquelle vous avez accueilli les demandes que vous nous avons faites à l'égard du Sinistre de la Marie, c'est bien grâce à votre concours que ce navire est sauvé & nous nous ferons un devoir de donner à ce fait obligeant et généreux toute la publicité qu'il mérite. Veuillez agréer, Monsieur le Commandant l'assurance de nos sentiments respectueux. ”— Les cosignataires du Capitaine Orsini : Marc Brin fils et F. Gaufens 

#### Insula Ré în timpul celui de-al Doilea Război Mondial

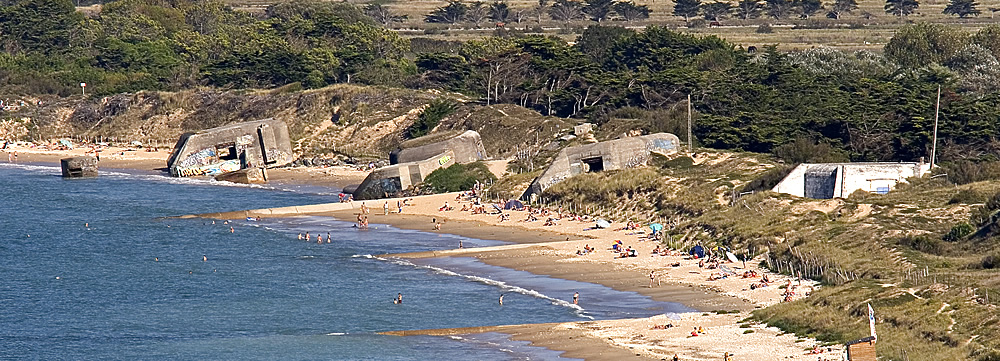
Cazemate de pe plaja Conche des Baleines din nordul insulei.

La începutul celui de-al Doilea Război Mondial, insula este apărată de diverse baterii de artilerie responsabile să împiedice orice atac german asupra porturilor La Rochelle și La Pallice: o baterie de patru piese de 138/81 SF și patru piese de 240/03, care erau depășite și vor fi retrase rapid; două baterii cu două piese de 95G Lahitolle la Baleine și Sainte-Marie; două piese de 105 EhV (SF) la Saint-Martin și două piese de 75G/97 la Sablanceaux (Rivedoux-Plage). Bateria de la Couarde este comandată de locotenentul de vase de clasa întâi Lagoubie. În realitate, doar bateriile de la Couarde, Baleine și Sablanceaux sunt funcționale și cu personal complet. În mai, o parte din trupe sunt retrase și trimise pe front, dar pe 30 mai, bateria de la Couarde este rearmată cu personal complet, în timp ce ofițerul de echipaj de clasa întâi Primel îl înlocuiește pe locotenentul Lagoubie. De asemenea, pe insulă, sub comanda locotenentului Guthux, există o companie din al patrulea batalion al regimentului de rezervă 181, responsabilă cu paza "indesirabililor" internați la Saint-Martin.
În timp ce trupele germane ocupă La Rochelle începând cu 23 iunie 1940, primii soldați germani nu debarcă pe insula Ré decât la 29 iunie. La începutul lunii iulie, batalionul III/134 (al treilea batalion al regimentului 134) din Divizia 44 de Infanterie își va stabili un post de comandă la Saint-Martin-de-Ré. Începând din 1940, sectorul Sablanceaux va purta urmele luptelor, cu epava vaporului Champlain, al Companiei Generale Transatlantice, naufragiat în strâmtoare după ce a lovit o mină magnetică la 17 iunie, cargoul grecesc Adamantios, naufragiat pe plajă după un bombardament la 20 iunie la 16:20, și vaporul Foucault, incendiat în timpul unui bombardament la 19 iunie în portul La Pallice și remorcat pe plajă de către germani la 28 septembrie.
Organizația Todt construiește numeroase blocuri de beton lângă plaje (din care câteva au fost transformate în case) și readuce în funcțiune Bateria du Grouin și Micul tren de pe insula Ré. Încorporată în "Grupul de rezistență de la La Rochelle", insula nu este eliberată decât după armistițiul din 8 mai 1945.
În plus, filmările unor scene din filmul "The Longest Day" au avut loc pe plaja sudică de la Rivedoux-Plage și în Conche des Baleines din Portes în anul 1961.

## Heraldică

Blazonul insulei Ré.

Blazonul insulei Ré se identifică astfel:
- Divizate, cu primul în roșu cu trei flori de lis aurii, iar al doilea în argint cu o bandă deasupra primului însoțită de două vulturi de argint, aripile întinse.
- Deviza în latină care însoțește acest blazon este: "Et tanti servasse fuit", adică "Și pentru a o conserva, a trebuit să plătim un asemenea preț".

## Arta și cultura

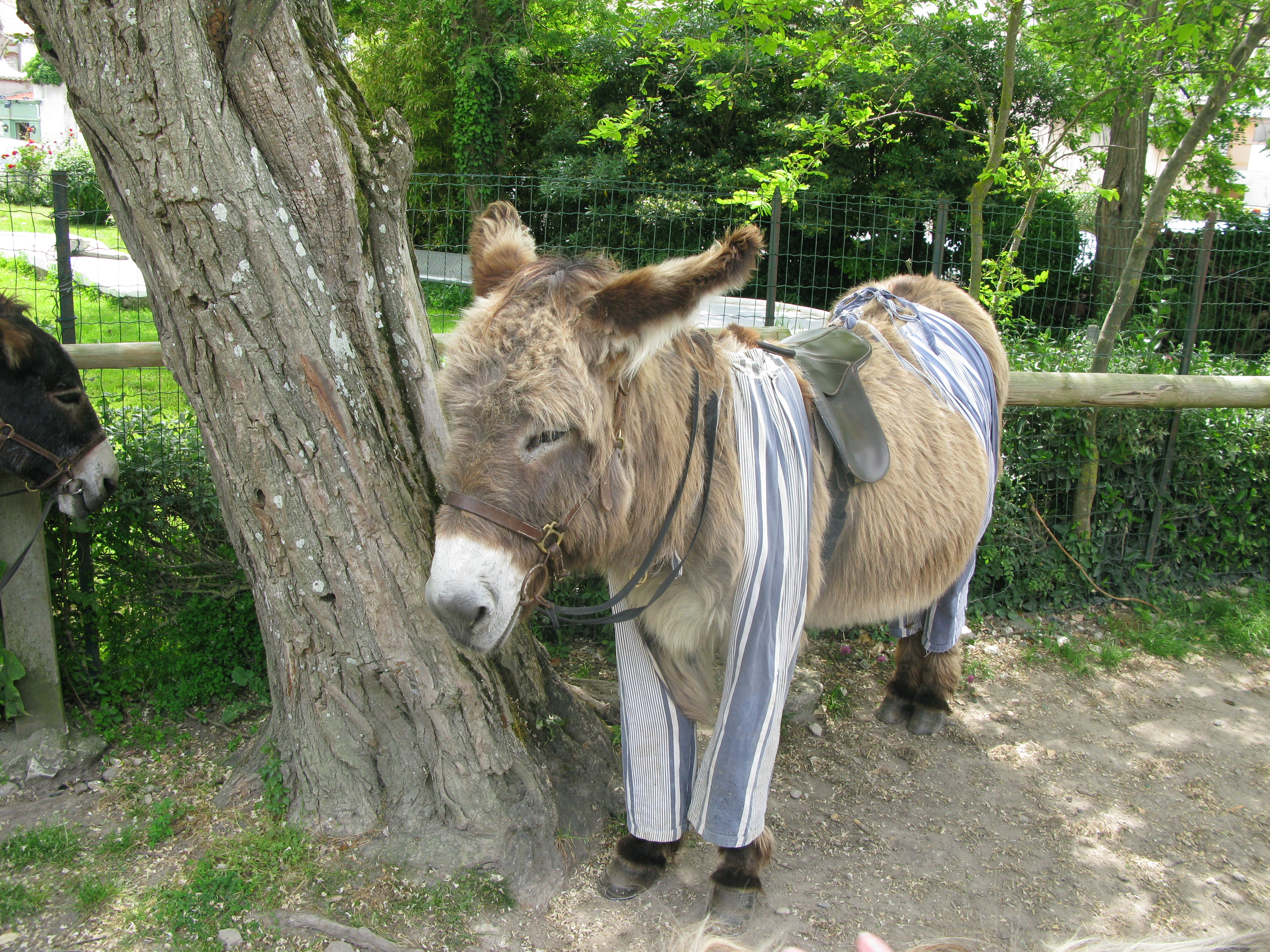
Magarul în pantaloni pentru bucuria copiilor în Parcul Barbette din Saint-Martin-de-Ré.

Cultura locală este bogată și caracteristică. Magarul în pantaloni este unul dintre simbolurile insulei Ré. Această îmbrăcăminte era folosită pentru a-l proteja de înțepăturile de țânțari în mlaștinile insulei.
Din punct de vedere lingvistic, dialectul vendeen domină tradițional pe insulă, cu excepția localității Sainte-Marie unde se folosea dialectul aunisian.

### Legende
Legendele sunt omniprezente în folclorul local. Una dintre legende spune că crearea insulei Ré ar proveni de la cutremurele teribile care au înghițit un oraș roman numit „Antioche” (vezi originea numelui „Pertuis d'Antioche” - Strâmtoarea Antioche), iar singurele supraviețuitoare ale acestor evenimente ar fi Ré și Oléron. Locuitorii din Ré spun că ruinele cetății mitice ar fi vizibile doar în vreme frumoasă. Este doar o legendă, dar în 1809, o navă a eșuat lq cqpul Chanchardon, iar căpitanul navei vede „pavajele din calcar care i se par a fi rămășițele unei construcții romane”. În plus, geograful Élisée Reclus localizează, în faimoasa sa Geografie Universală, orașul Antioche în zona Chanchardon. Cu toate acestea, conform proverbului rétais, „Când Antioche va reapărea, Ré va dispărea…”.
O altă legendă, care nu se potrivește foarte bine cu prima, ne spune că navigatorii din perioada Egiptului antic, trimiși de Ramses al II-lea, ar fi vrut să facă înconjurul lumii și au eșuat la Martray (aproape de actualul oraș Ars-en-Ré) și ar fi construit acolo o mică piramidă.

### Micul tren

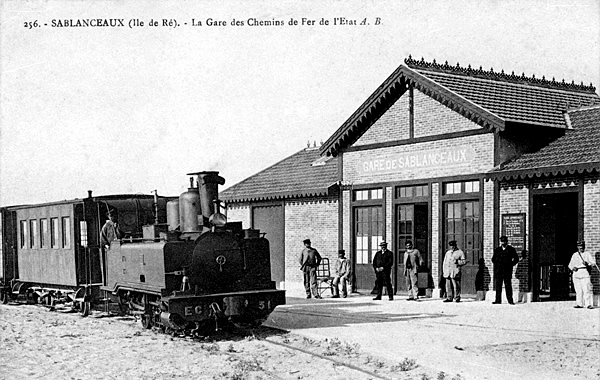
Trenul în gara Sablanceaux.

La încheierea secolului al XIX-lea, Franța și Europa s-au modernizat, iar multe trenuri au apărut. Cel de pe insula Ré a fost conceput începând din 1877 pentru transportul mărfurilor și al producției de vin; linia a fost ulterior deschisă și călătorilor și a fost inaugurată oficial în 1898. Acesta lega toate comunele, dar nu neapărat trecea prin centrul satelor; gara din Loix se afla în locul numit "Le Feneau", la 4 km de sat. Era poreclit "tortillardul", fiind tras de locomotive Corpet-Louvet pe cale ferată cu ecartament metric, era lent, mereu întârzia, scârțâia și uneori deraiase.
La vremea respectivă, era foarte popular și rămânea unul dintre simbolurile insulei. Dar în 1934, au sosit taxiurile și autobuzele pe Ré și în anul următor, micul tren și-a luat rămas bun de la locuitorii din Ré. În timpul celui de-al Doilea Război Mondial, armata de ocupație, organizația Todt, l-a readus la viață. După război, din cauza penuriei de carburant, a supraviețuit, apoi a fost transformat în automotor, dar existența sa a fost efemeră și rețeaua feroviară a fost demontată. O mare parte din pistele de biciclete actuale urmează traseul vechilor căi ferate.
Există încă câteva vestigii rămase pe insulă: gara din Ars, de pe port, sau cea din Portes și hala de locomotive, câteva urme și în portul Saint-Martin și ici-colo prin câmpie, cu șinele transformate în stâlpi de gard.

### Patrimoniu și monumente

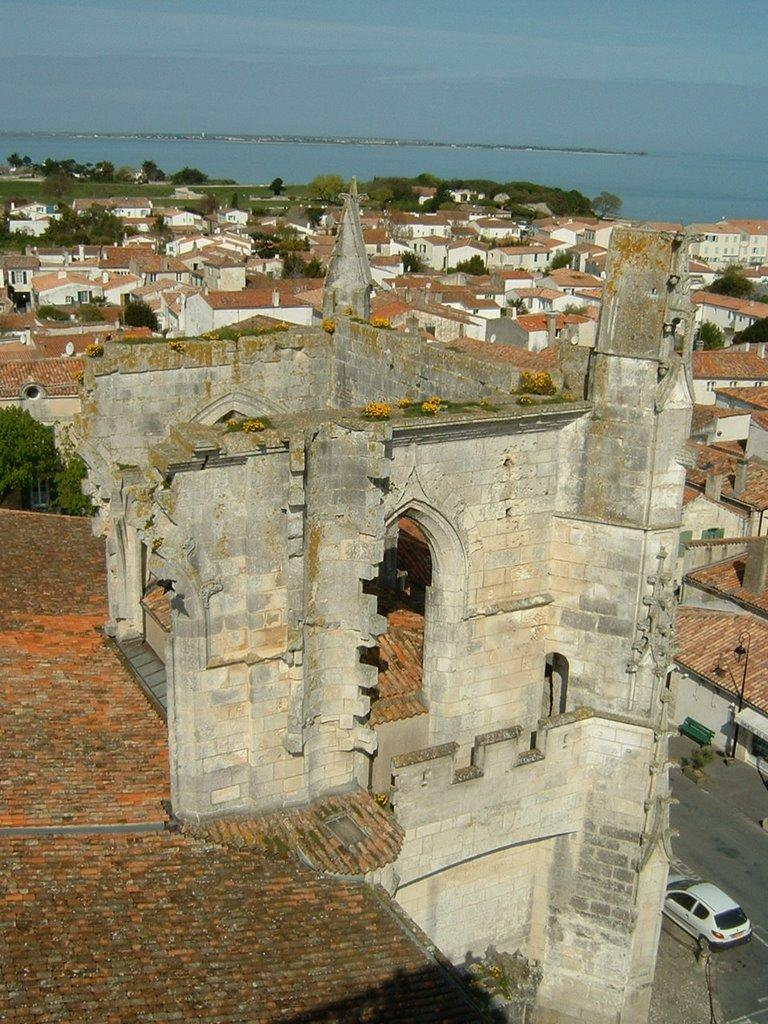
Rămășițele vechii biserici fortificate Saint-Martin.

Insula Ré are numeroase monumente istorice remarcabile. Cel mai turistic este farul Baleine, construit în 1853, la extremitatea vestică a insulei. Înălțimea sa este de 57 de metri, iar raza sa de acțiune este de 39 de kilometri. Un far mai vechi, mai mic, situat lângă farul principal, a fost construit în timpul lui Vauban (1682). Insula are și alte monumente Vauban, la Saint-Martin-de-Ré, înscrise în Patrimoniul Mondial UNESCO: zidurile și cele două porți, citadela, construite pentru a se proteja de englezi, spitalul, numeroasele puncte de pază, un depozit de pulbere; la La Flotte, un fort, numit Fort La Prée, (modificat de Vauban) datând din 1625, și două redute la Rivedoux-Plage și la Martray din Ars-en-Ré.
La Saint-Martin, hotelul de Clerjotte, actualul muzeu Ernest Cognacq, construit în secolul al XV-lea, rămâne unul dintre cele mai remarcabile monumente de arhitectură civilă de pe insulă. Orașul este alcătuit din numeroase case frumoase și vechi, dintre care unele sunt deja prezente pe planul-relief apreciat de Ludovic al XIV-lea.
Printre monumentele religioase, putem menționa biserica Saint-Étienne din Ars-en-Ré, cu un turn care odinioară servea ca punct de reper pentru pescari, datând din secolul al XV-lea. Portalul, pe de altă parte, este anterior restului bisericii. Putem de asemenea să menționăm biserica Saint-Martin din Saint-Martin-de-Ré, în stil gotic. A fost devastată în timpul războaielor religioase și parțial reconstruită mai târziu, păstrându-și turnul înalt din secolul al XV-lea. În cele din urmă, lângă La Flotte se ridică ruinele mărețe ale abației Notre-Dame-de-Ré, cunoscută și sub numele de Châteliers, construită în secolul al XII-lea (ordinul cistercian). Celelalte biserici și capele de pe Ré sunt în cea mai mare parte construite într-un stil tipic local. Trebuie remarcat și frumosul portal al bisericii din La Flotte. Templul protestant din Saint-Martin-de-Ré a fost reconstruit în 1837.
Străzile, străduțele cu flori și casele fermecătoare și pitorești contribuie la aspectul tradițional al insulei Ré.
Muzeul Maison du Platin, din La Flotte, dezvăluie paginile patrimoniului rétais prin expozițiile sale (modele de bărci, reconstituiri, costume).
La 26 iulie 2012, insula Ré a primit eticheta de "Pays d'art et d'histoire (Țară a artei și istoriei").

## Administrație
Insula Ré este administrativ atașată, începând cu Revoluția Franceză și crearea departamentelor, departamentului Charente-Maritime, care aparține regiunii Nouvelle-Aquitaine. Înainte, ea era legată geografic și istoric de provincia Aunis, enclavă situată între provinciile Poitou și Saintonge.
Parmi cele zece comune ale insulei, Saint-Martin-de-Ré ocupă o poziție puțin aparte, moștenită din bogata sa istorie. Deși nu este cea mai populată comună, a reușit să-și mențină mult timp rolul de centru administrativ principal al insulei, găzduind sediul Comunității de Comune a Insulei Ré și al Țării Insulei Ré.

## Educație
Toate comunele gestionează școlile lor primare municipale (grădiniță și elementară), în timp ce La Flotte găzduiește și o școală privată, grădiniță și elementară, școala Sainte Catherine. Saint-Martin-de-Ré a fost singura comună din insulă care a găzduit o clasă specializată pentru elevii cu handicap (CLIS). Aceasta a fost închisă în 2010.
Singurul colegiu de pe insulă, Les Salières, este situat în Saint-Martin-de-Ré.
La începutul anului școlar 2014-2015, numărul total de elevi pentru toate instituțiile de învățământ de pe insulă, a fost de 1732, distribuit astfel: 1185 de copii înscriși în grădiniță și școala primară și 547 de elevi de colegiu.
Nu este posibil să urmezi studii superioare pe insulă, însă orașul La Rochelle, de pe continent, are o universitate (Université de La Rochelle).

## Economie

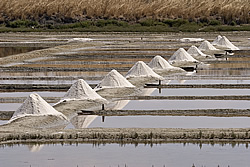
Mlaștinile sărate și sarea (aur alb), una dintre principalele resurse ale insulei alături de viță de vie de mulți ani.

Resursele economice ale insulei sunt în principal turistice, maritime (ostreicultură și navigație de agrement) și agricole (viță de vie, culturi legumicole).
Scoici și pește proaspăt sunt încă vândute de câțiva pescari pe cheiurile din Saint-Martin-de-Ré sau Rivedoux-Plage, majoritatea bărcilor de pescuit fiind acum ancorate în bazinul adânc al portului de pescuit Chef de Baie/La Pallice, rezolvând astfel problema mareelor.
Ostreicultura este dezvoltată în principal pe coasta de nord, unde sunt amplasate porturile insulei (Rivedoux-Plage, La Flotte-en-Ré, Saint-Martin-de-Ré, Loix), dar și pe coasta de sud a localității Ars-en-Ré. În 2007, în strâmtoarea Bretonă, ostreicultura locală se îndreaptă către o nouă metodă de cultivare, cea în filieră de apă adâncă.
În partea de vest a insulei, între Loix, Ars-en-Ré, Saint-Clément-des-Baleines și Les Portes-en-Ré, se întind 1500 de hectare de mlaștini și mlaștini sărate, loc de popas pentru mii de păsări migratoare și teren de cultură de 350 de hectare de salină.
În interiorul insulei, se cultivă legume (cartofi, sparanghel) și viță de vie pe o suprafață de 650 de hectare (vin de țară charentais, pineau de Charentes și coniac). Piețele, zilnice vara în fiecare sat, oferă o gamă largă de produse și permit un contact direct cu producătorii.
Începând cu 1 ianuarie 2012, taxa de trecere a podului insulei a fost eliminată și înlocuită pentru cei care nu sunt rezidenți pe insulă sau nu dețin o proprietate acolo (tarif particular) cu o ecotaxă. Aceasta nu mai este folosită pentru rambursarea costurilor de construcție, ci pentru susținerea programului CAP RE (Contribuție la protejarea insulei de Ré). Această ecotaxă va fi împărțită în mod egal între cele zece comune ale insulei, în scopul conservării spațiilor naturale, iar cealaltă parte va merge către consiliul general pentru întreținerea lucrării și dezvoltarea transportului public pe insulă.
Numeroase legături feroviare și aeriene sunt accesibile prin intermediul gării și aeroportului din La Rochelle.

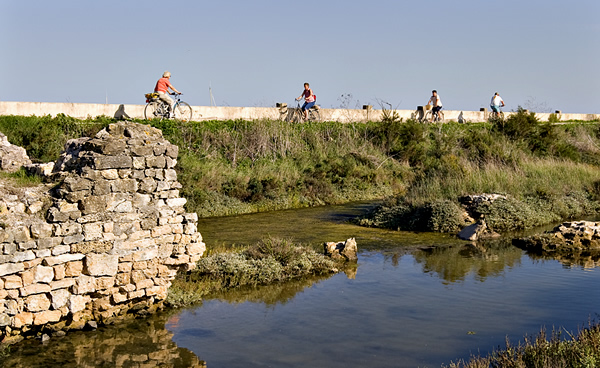
O plimbare cu bicicleta de-a lungul mlaștinilor.

Insula este o destinație turistică, cu mult soare și o adiere răcoritoare de vânt pe plajele întinse de nisip (50 km de plajă pe insulă), ceea ce o face atractivă pentru familii cu copii în timpul celor mai călduroase perioade ale anului. Cei aproximativ două sute de mii de rezidenți pe timpul verii sunt împărțiți în numeroasele campinguri, hoteluri, locații sezoniere, case de oaspeți și locuințe secundare. Din motive de conservare a mediului și ecologie, campingul sălbatic sau pe terenuri private este interzis. Rulotele trebuie să își petreacă noaptea în spații special amenajate sau în campinguri.

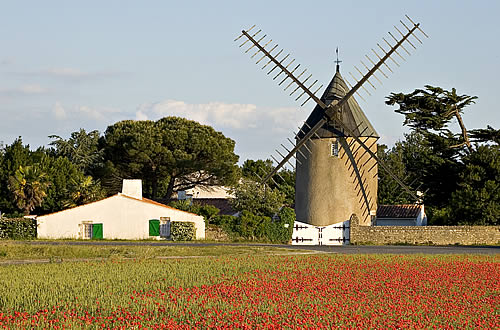
Le Bois-Plage-en-Ré.Moara Bellerre.

Circulația automobilistică este intensă de la aprilie până la sfârșitul lunii septembrie, în special în weekenduri la momentul sosirii și plecării. Utilizarea bicicletei este foarte privilegiată aici: o sută de kilometri de piste pentru biciclete străbat insula printre păduri de pini, vițe de vie, mlaștini sărate sau rezervații naturale (sunt în curs de realizare noi piste, pentru primăvara anului 2008, pentru mai multă siguranță).
Viața maritimă pe insulă era puțin dezvoltată înainte (cu excepția exporturilor de sare și vin) și insula era clar împărțită în două părți: vestul, mai sărac, dedicat mlaștinilor sărate exploatate de sărari care aproape niciodată nu erau proprietari, și estul, mai bogat și dedicat viței de vie. Numeroase mori de vânt, dintre care mai multe turnuri sunt încă vizibile, și trei sau patru mori de maree, dintre care una la Loix și alta la Rivedoux-Plage, procesau cerealele importate de pe continent.
În urma reformei sistemului penitenciar, închisoarea din Saint-Martin-de-Ré trebuia să fie închisă. Închiderea acestei instituții și plecarea celor 250 de familii ale angajaților ar fi reprezentat o impact economic semnificativ asupra vieții comunelor de pe insulă. Ca formă de protest, agenții penitenciari din Saint-Martin care doreau să rămână în țară au blocat podul insulei Ré, în februarie 2011, susținuți de patru primari. În timpul unei vizite, în mai 2011, la Fontenet, în Charente-Maritime, ministrul Michel Mercier a anunțat, în ceea ce privește închisorile, că "un număr de acestea care urmau să fie închise nu se vor închide. Acesta este cazul în special al St-Martin-de-Ré, ... ". A justificat această alegere astfel: "Există o atașare puternică nu numai din partea aleșilor și a personalului pe care i-am întâlnit și pentru că deținuții au exprimat dorința de a rămâne în aceste închisori care nu sunt complet moderne, dar care au o dimensiune umană care este interesantă pentru reconstrucția individului. Deoarece lucrările necesare nu erau foarte importante, am luat decizia de a nu închide aceste instituții, având în vedere nevoia de spațiu pe care o avem.".

### Tourism
La 29 octombrie 2015, Consiliul Comunității Comunale a Comunității Comunelor de pe Insula Ré a aprobat crearea Societății Publice Locale (SPL) Destinație Insula Ré pentru gestionarea biroului de turism intercomunal. Astfel, la 4 ianuarie 2016, Comunitatea Comunelor de pe Insula Ré și SPL Destinație Insula Ré au încheiat o delegație de serviciu public pentru o perioadă de cinci ani.

### Prețul terenului
Azi, foarte turistică, insula Ré a devenit un loc de vacanță, multe comune având mai mulți rezidenți secundari decât rezidenți permanenți. Metrul pătrat de teren se negociază (vara anului 2005) la aproximativ 1 000 €, iar această creștere a prețurilor a determinat înscrierea unor persoane la impozitul pe avere care au moștenit o casă cu o bucată de teren. Impozitele rezultate la fiecare succesiune îi obligă pe moștenitori să vândă și, ca urmare, se produce o înnoire a populației în care autohtonii sunt din ce în ce mai puțini. Această situație contrastază cu perioada dintre cele două războaie, când populația care dorea să părăsească insula voia să vândă case care nu interesau pe nimeni.

## Sport

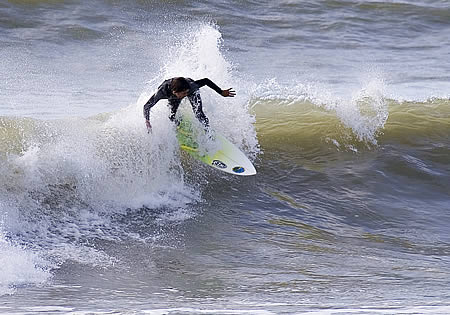
Surfing la Grenettes.

Cu vânturi puternice și expusă valurilor Atlanticului, insula oferă numeroase locuri pentru practicarea surfingului și a windsurfingului, în special locul numit Les Grenettes.
Pe insulă se practică numeroase sporturi, cu o predominanță a sporturilor nautice precum navigația, dar și:
- Surf, windsurf, kitesurf: condiția geografică a insulei asigură vânt și valuri pe tot parcursul anului;
- Navigația se practică în Școlile Franceze de Navigație sau în cluburile de yachting din La Flotte, Ars sau Saint-Martin-de-Ré, care organizează numeroase regate. Unele baze nautice sunt foarte active, cum ar fi cele din La Flotte, Rivedoux-Plage, La Couarde, Ars sau Les Portes;
- Toate satele au terenuri de tenis municipale;
- Rugby-ul se practică la Sporting Club rétais, handbal-ul la Ré Handball Club (cel mai mare club de pe insulă în ceea ce privește numărul de membri); fotbalul se desfășoară în comunele La Couarde, Saint-Martin-de-Ré, Sainte Marie de Ré și La Flotte. Saint Clément are un nivel bun în baschet;
- O etapă a Campionatului Francez de Volei de plajă este organizată în fiecare an pe plaja Gollandières;
- Artele marțiale nu sunt uitate, cu șase cluburi de Viet Vo Dao, judo și karate; La Flotte a fost dotată cu un dojo în 2008;
- Dar și: scufundări, pétanque, gimnastică, dans, tenis de masă, echitație, volei, golf, role, ultimate, crichet... Piscina Aquaré și-a deschis porțile în iulie 2009 la Saint-Martin-de-Ré.

## Media
Iată câteva publicații locale din insula Ré:
- Le Phare de Ré[43] - Săptămânal fondat în 1949, cu o tiraj de 16.000 de exemplare (ianuarie 2008), cu sediul în Saint-Martin-de-Ré.
- Ré à la Hune[44] - Ziar gratuit de informații fondat în 2007 și site de știri. Apariții de una sau două ori pe lună.
- Le journal des propriétaires de l'île de Ré - Bimestrial creat în 2003.

Radio
- Cap Ouest[45] (105.8 MHz)
- Radio Île de Ré[46] (107.8 MHz)

## Personalități
Iată o listă neexhaustivă a personalităților legate de insulă, ieri sau astăzi.
- Odo cel Mare, (650/660-735)
- Jean de Saint-Bonnet de Toiras, (1585 - 1636), Mareșalul Franței.
- Nicolas Martiau, strămoșul lui George Washington, născut pe Île de Ré în 1591.
- Vauban, (1633-1707) arhitect al fortificațiilor din Saint-Martin-de-Ré, al redutelor din Rivedoux-Plage și Martray și al primului far Baleines.
- Claudine Guérin de Tencin, (1682-1749) scriitoare.
- Nicolas Baudin, marinar, căpitan și explorator născut la Saint-Martin-de-Ré în 1754.
- Gustave Dechézeaux, om politic și revoluționar, deputat în Convenția Națională, născut la La Flotte-en-Ré pe 8 octombrie 1760.
- René-Théodore Phelippot (1829-1905), primar al Bois Plage și creator al unui cabinet de curiozități. Colecțiile sale fac parte din fondurile originale ale muzeului Ernest Cognacq[n 7] din Saint-Martin-de-Ré.
- Henri Rieunier (1833-1918), om politic francez care a îndeplinit funcția de ministru al Marinei și a fost deputat.
- Ernest Cognacq (1839-1928), fondatorul Muzeului Insulei Ré, cunoscut sub numele de Muzeul Ernest Cognacq[n 7] din Saint-Martin-de-Ré.
- Yves Dieÿ (1892-1984), artist pictor care a frecventat și a pictat Insula Ré.
- Yves Bouthillier (1901-1977), născut la Saint Martin de Ré, primar al Saint Martin între anii 1958 și 1972. De asemenea, a îndeplinit funcția de ministru al finanțelor între anii 1940 și 1942.
- Ivan Peychès (1906-1978), membru al Academiei Franceze de Științe.
- Henri Béraud, mort la Saint-Clément-des-Baleines în 1958. A fost un romancier și jurnalist.
- Alain de Lacoste-Lareymondie (1921-2007), fost deputat al Insulei Ré între 1958 și 1962, consilier de stat și consilier general al insulei în 1973.
- Michel Piccoli, (1925-2020). Actor.
- Madeleine Chapsal (născută în 1925), scriitoare și jurnalistă franceză, membră a juriului Premiului Femina între 1981 și 2006.
- Sonia Rykiel, (1930-2016), mare creatoare de modă și designer vestimentar, fondatoare a casei de modă cu același nume.
- Régine Deforges, (1935-2014), romancieră și editoare franceză.
- Philippe Sollers, (1936-2023), scriitor.
- Lionel Jospin, (1937), Prim-ministru din 1997 până în 2002.
- Pierre Bénichou (1938-2020), jurnalist.
- Daniel Bernard (1948), născut în La Rochelle, autor a patru romane pe Ile de Ré.
- Fabrice Luchini, (1951), actor.
- Thierry Girard, (1951), fotograf, câștigător al premiului Niépce[n 19] în 1984. Trăiește pe Île de Ré din 1989.
- Charles Berling, (1958), actor francez, fost președinte al Étoile de Vauban, o asociație care promovează fortificațiile din Saint-Martin-de-Ré pentru candidatura la înregistrarea pe lista patrimoniului mondial UNESCO.
- Antoine Albeau, (1972), multiplu campion mondial la funboard[n 20], fiind omul cel mai rapid la voile în anul 2008, cu o viteză de 49,09 noduri, realizată pe canalul Saintes-Maries-de-la-Mer pe data de 5 martie 2008.
- Michèle Manceaux (1933-2015), jurnalistă și scriitoare franceză.

## Cultura populară
Insula a făcut obiectul a numeroase reprezentări artistice.
Cinema
- Le Sang à la tête în 1956.
- Ziua cea mai lungă în 1962.
- Tout ça… pour ça ! de Claude Lelouch în 1993
- Alceste à bicyclette de Philippe Le Guay în 2013

Seriale
- Mademoiselle Joubert, cu Laurence Boccolini, (anul 2000), serial de televiziune.
- Cœur Océan, (anul 2000), serial de televiziune.

Emisiuni
- Genericul de final al emisiunii Fort Boyard, unele secvențe de imagini reprezintă insula Ré.
- În emisiunea La Carte aux trésors, unele episoade sunt filmate pe insula Ré.

## Înfrățiri
- Germania – Philippsburg

## Turul insulei în imagini
Imaginile prezentate sunt clasificate după Insula Ré de la est la vest.

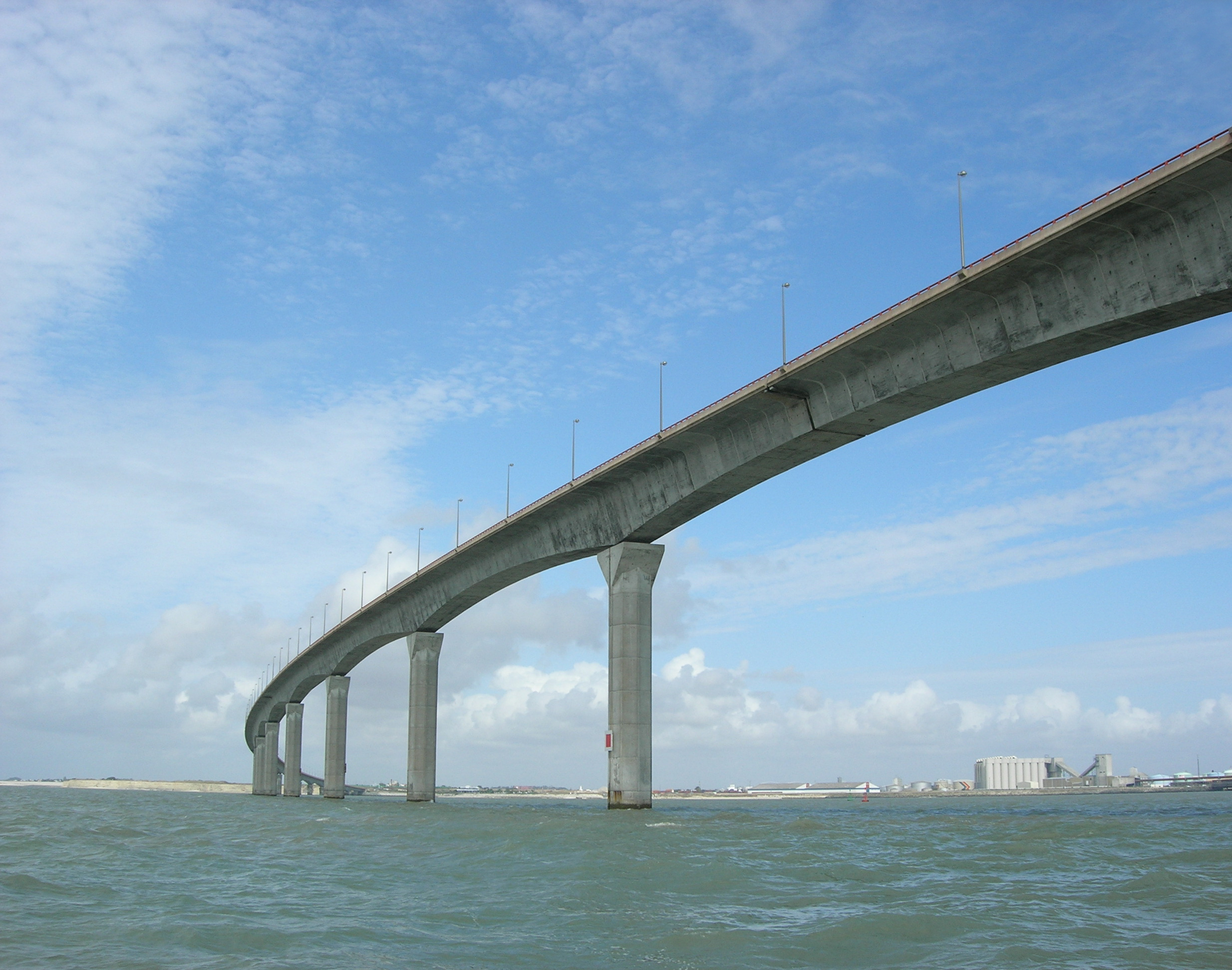
Podul Ile de Ré. Pe fundal, portul La Pallice.
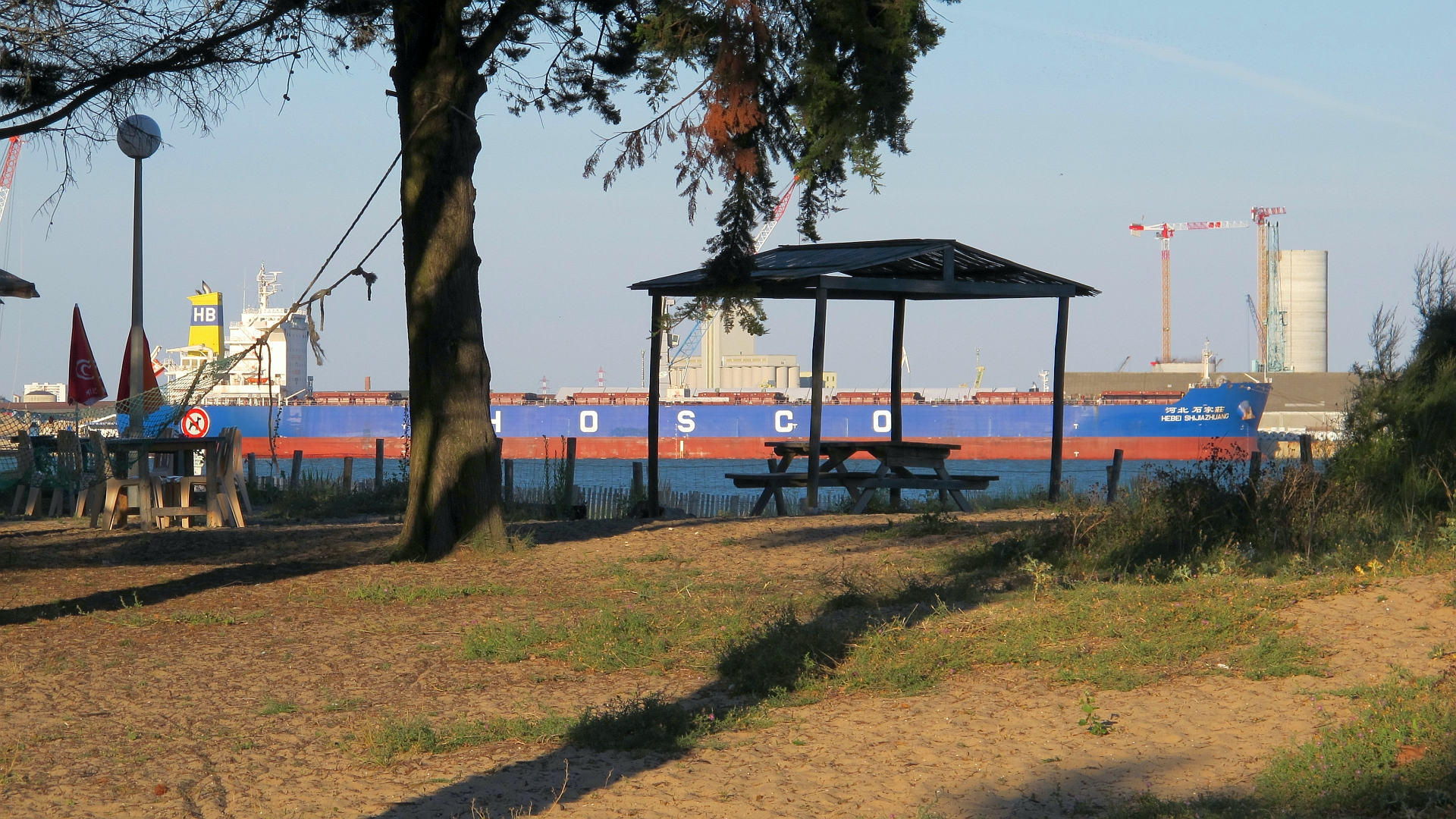
Capul Sablanceaux este situat vizavi de portul La Rochelle-Pallice.
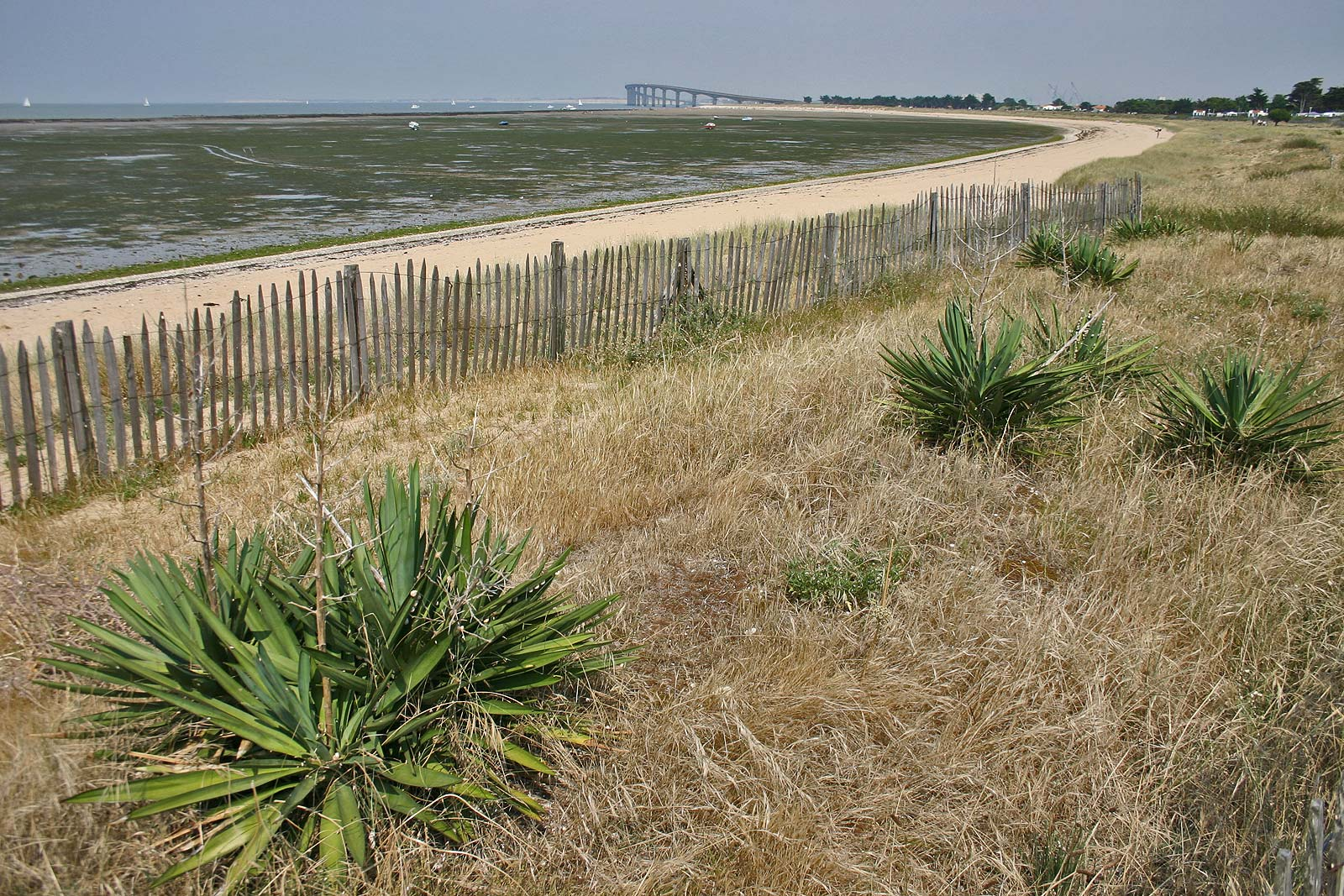
Rivedoux-Plage. Plaja de nord la reflux, la fundul golfului, podul Île de Ré.
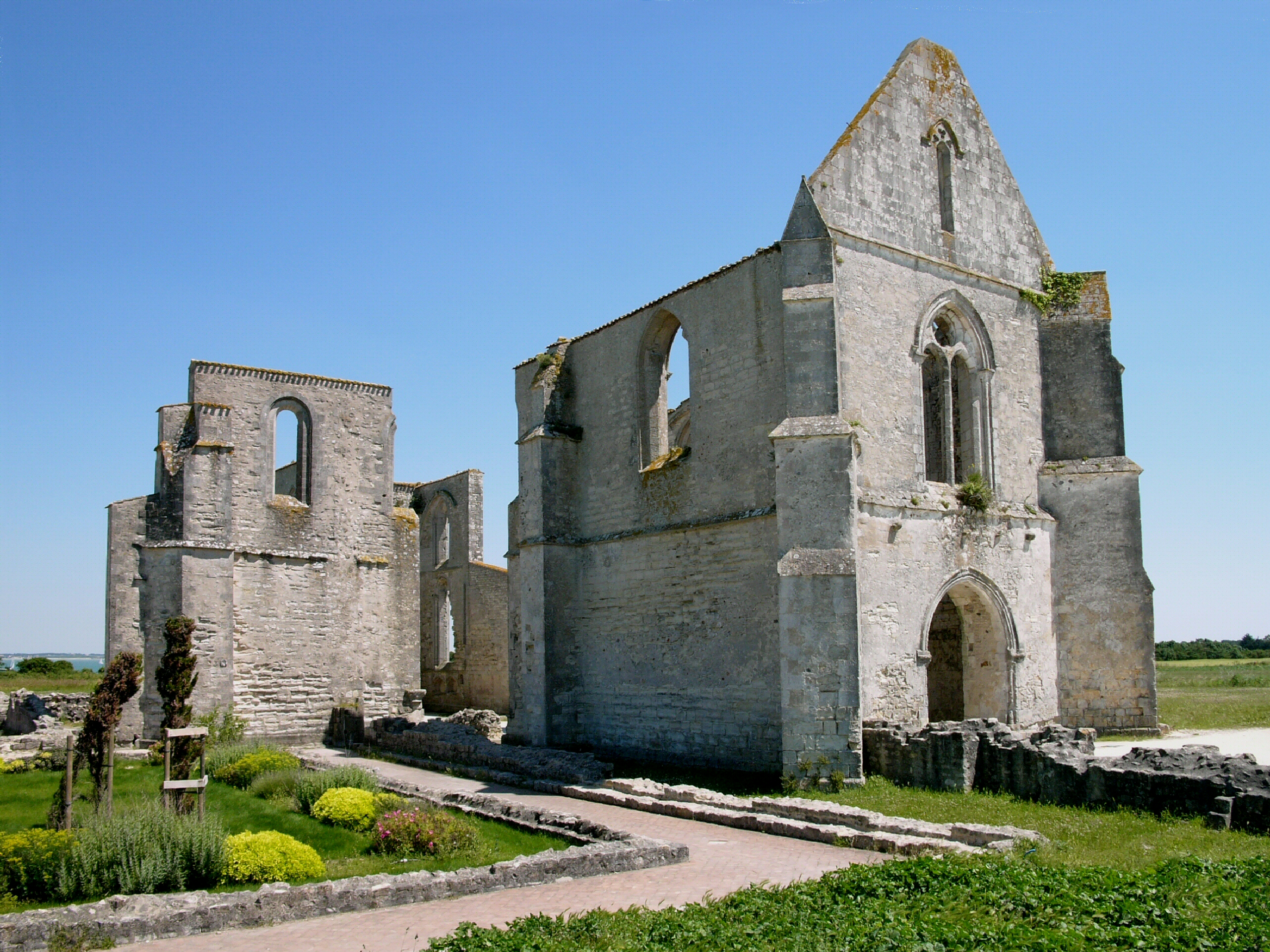
La Flotte. Abația Notre-Dame-de-Ré cunoscută sub numele de Abația Châteliers.
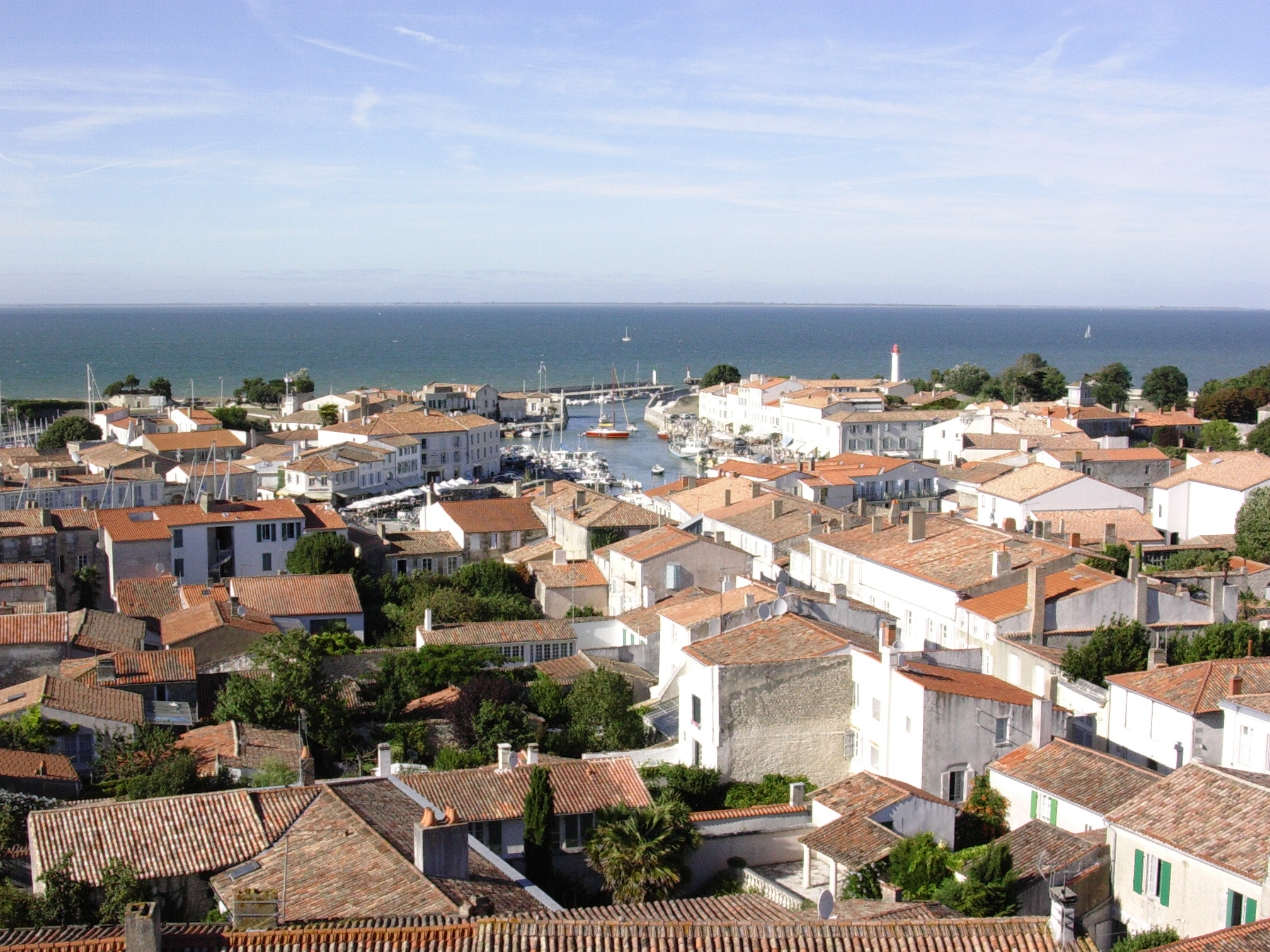
Saint-Martin-de-Ré. Portul si orasul vazute din clopotniță.
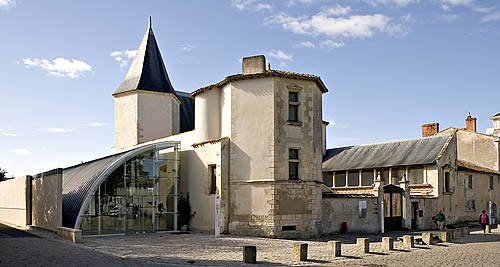
Saint-Martin-de-Ré. Muzeul Ernest Cognacq[n 7], Hôtel de Clerjotte și noua sa aripă.
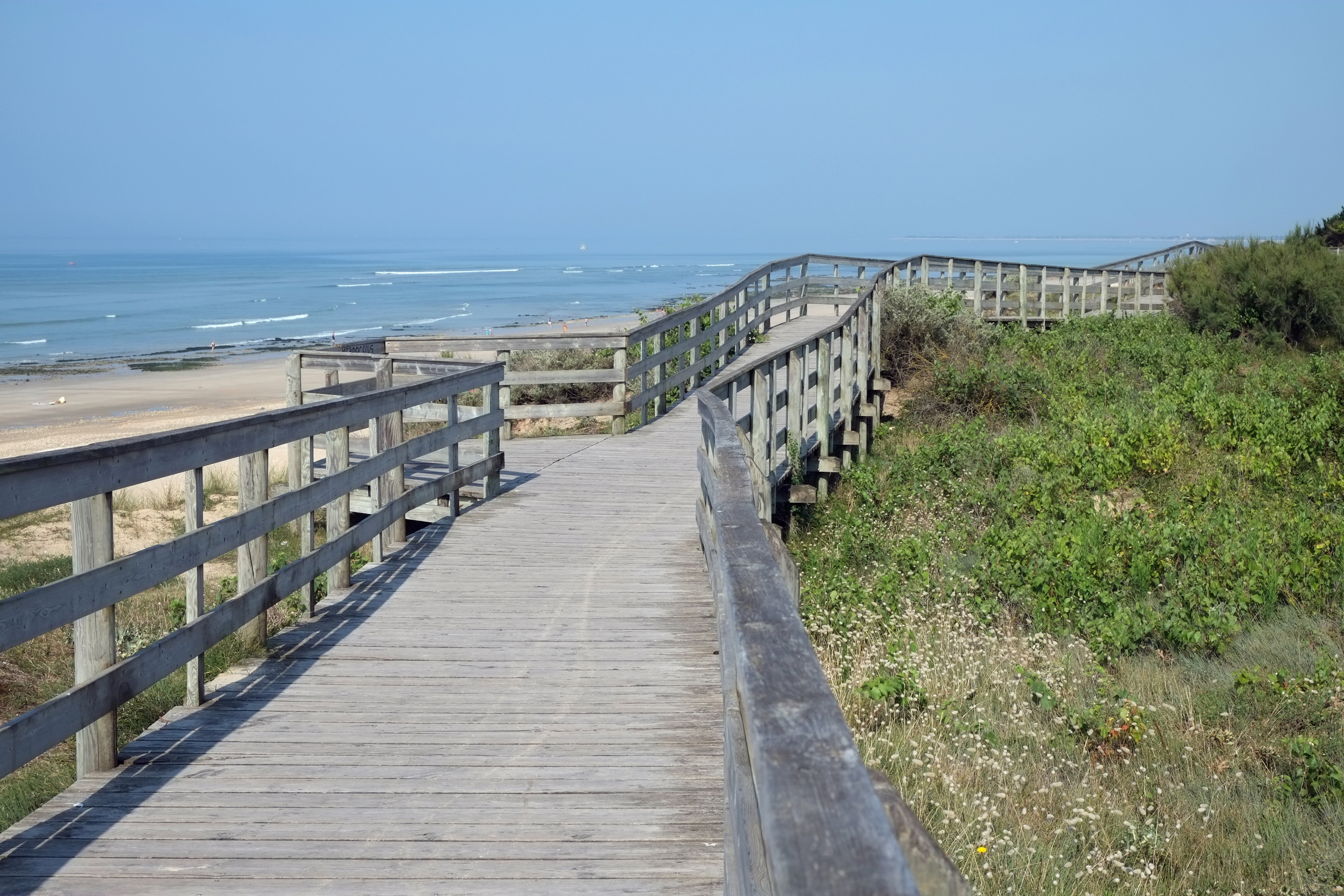
Le Bois-Plage-en-Ré. Promenadă amenajată pe dune
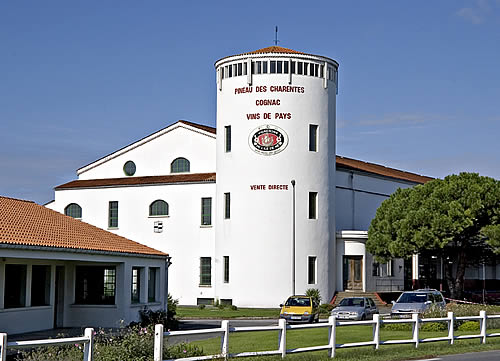
Le Bois-Plage-en-Ré. Cooperativa vitivinicola Île de Ré.
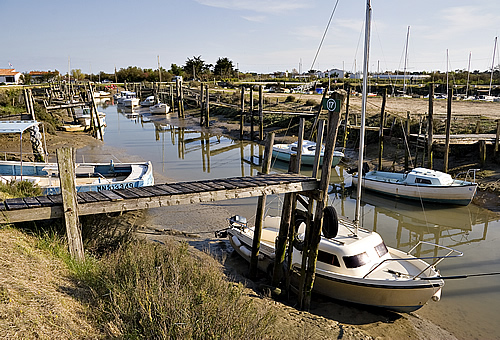
La Couarde-sur-Mer.
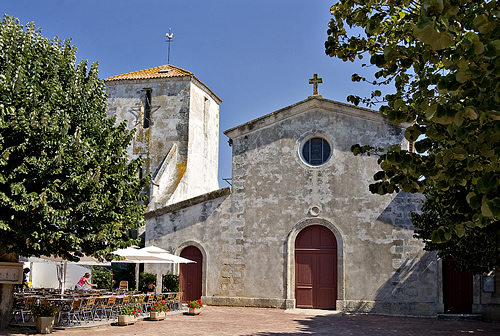
Loix. Biserica Sfânta Ecaterina.
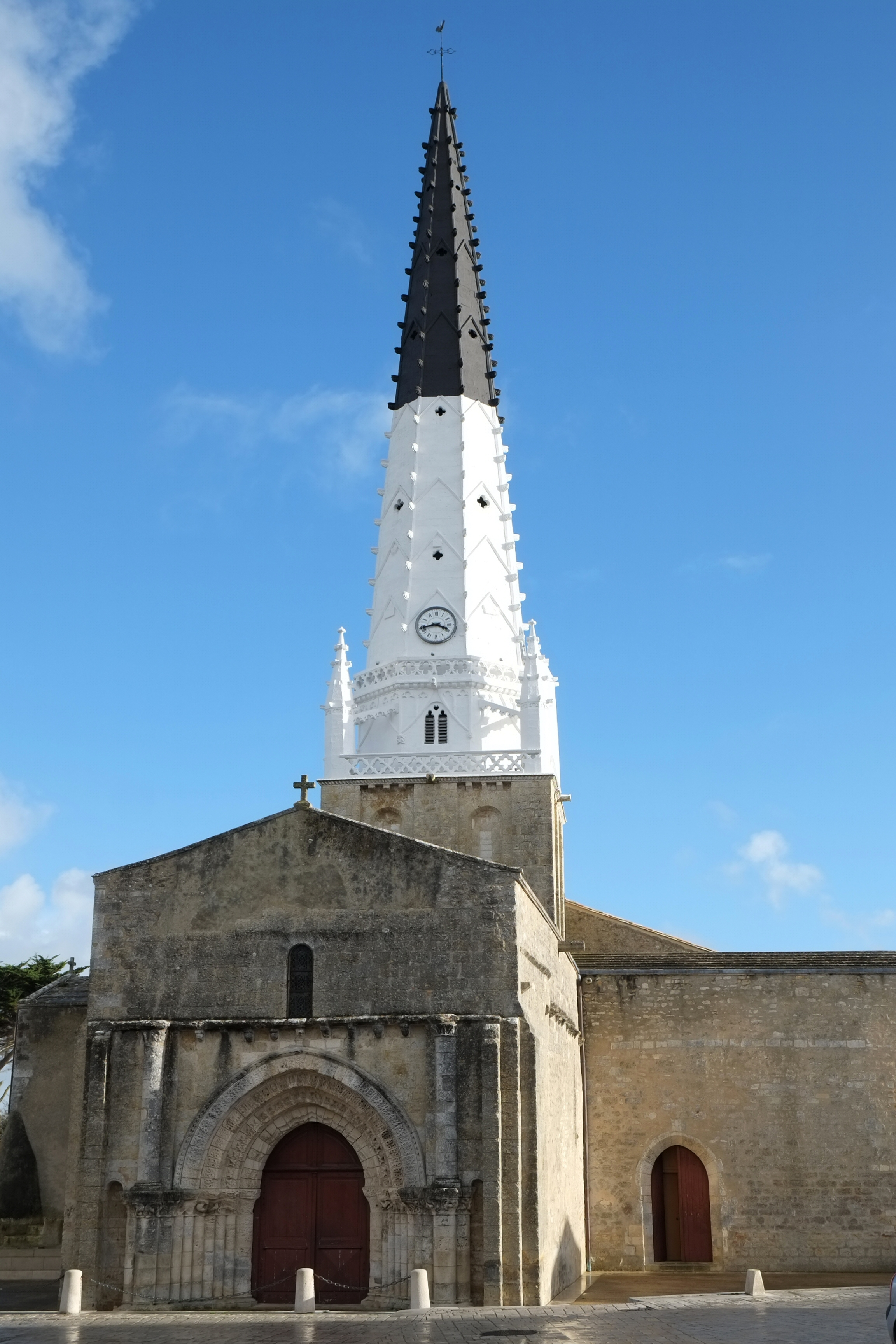
Ars-en-Ré. Turnul clopotniță al bisericii Saint Étienne, pictat în alb și negru, care servește drept reper pentru marinari.
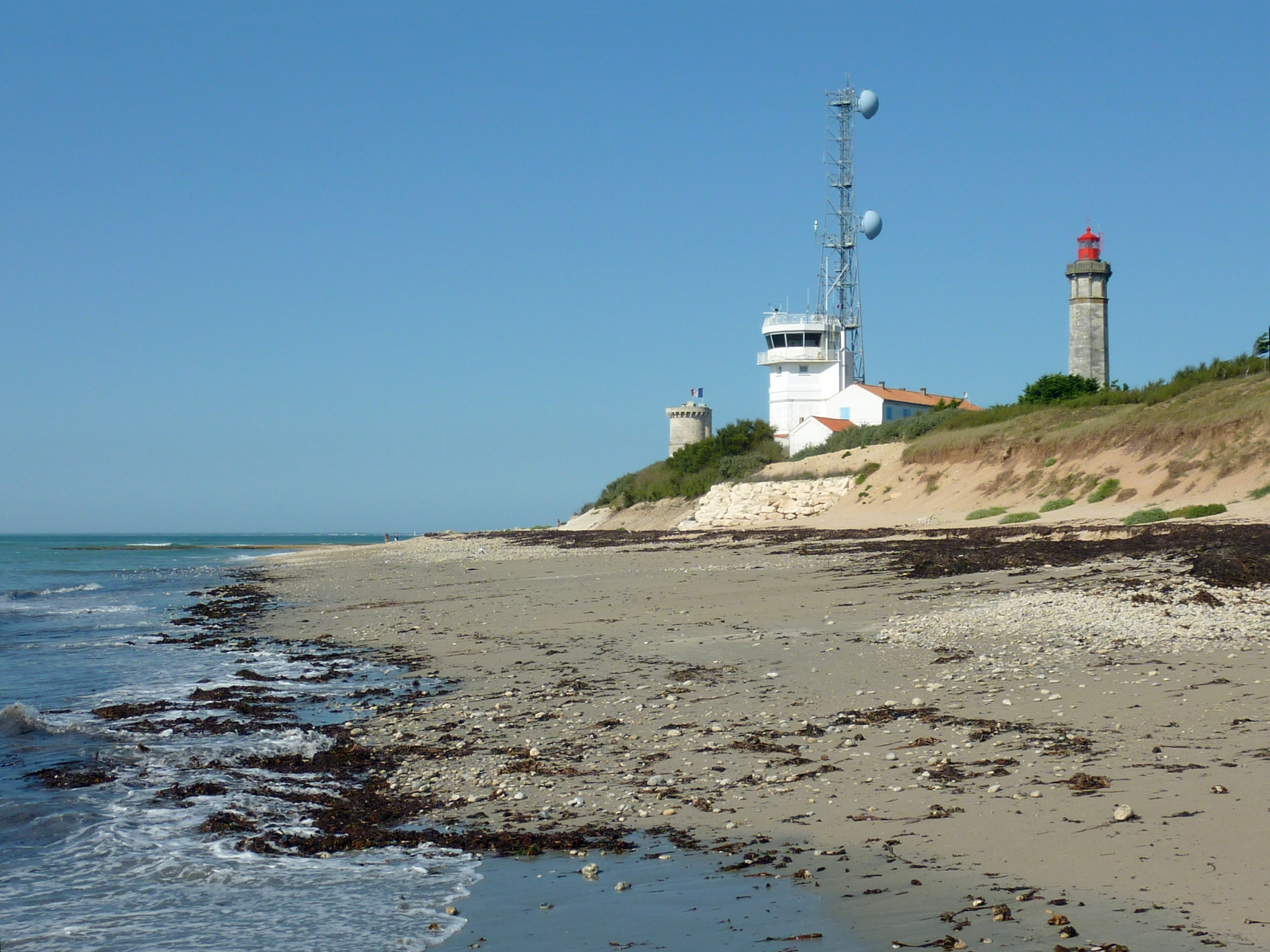
Saint-Clément-des-Baleines. Vechiul Turn al balenelor, Farul balenelor și semaforul.
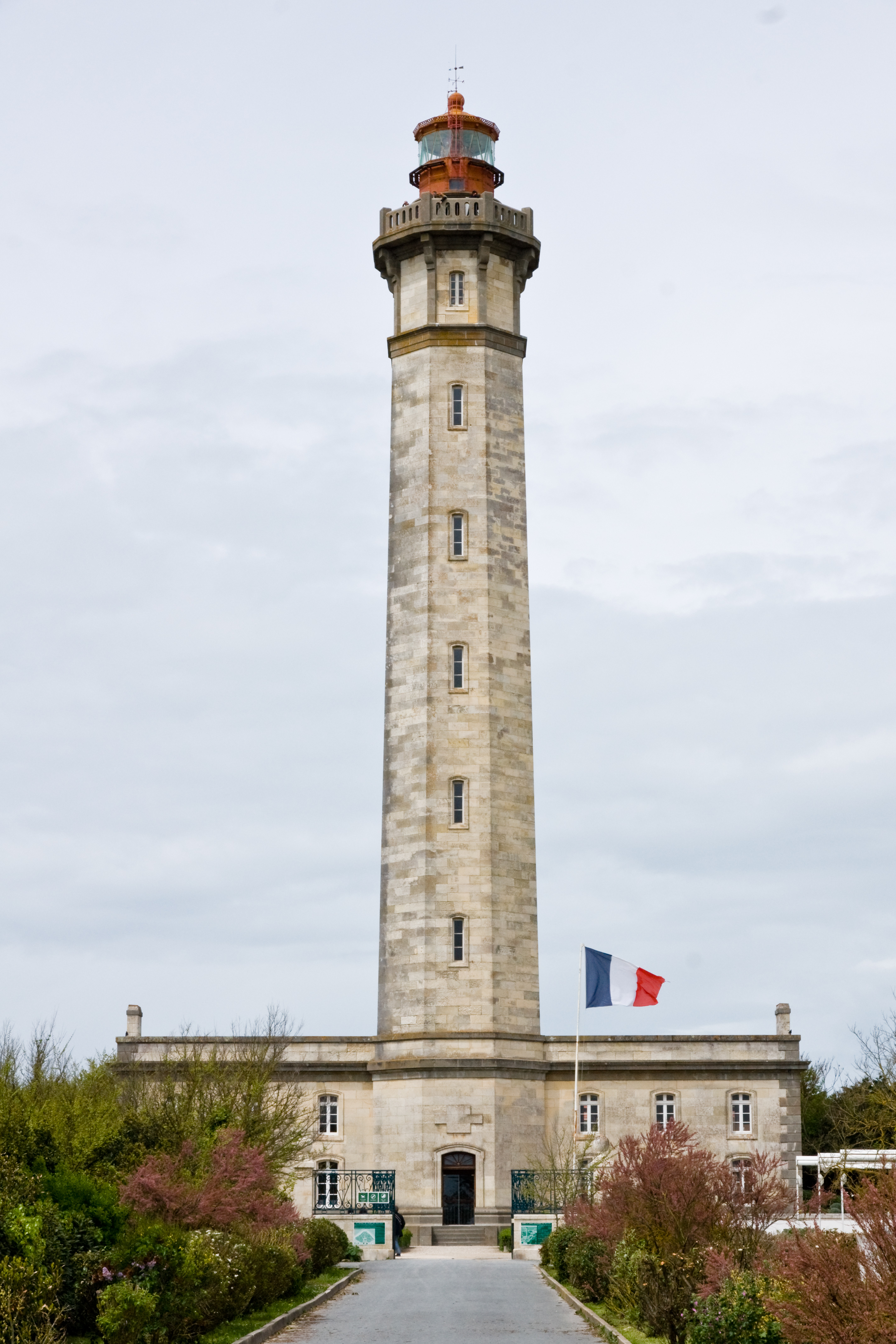
Farul Balenelor la capul vestic al insulei.
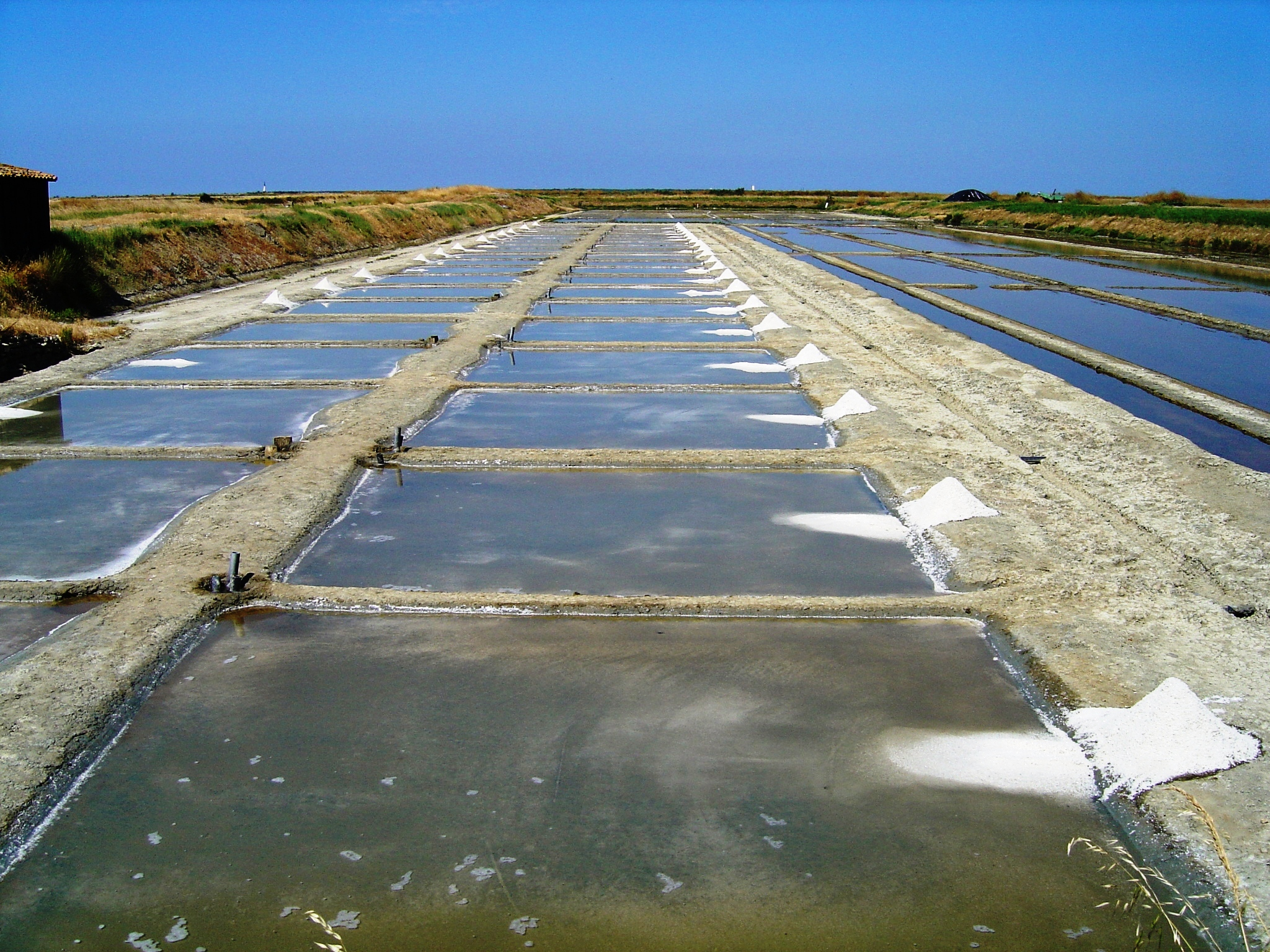
Mlaștină sărată.
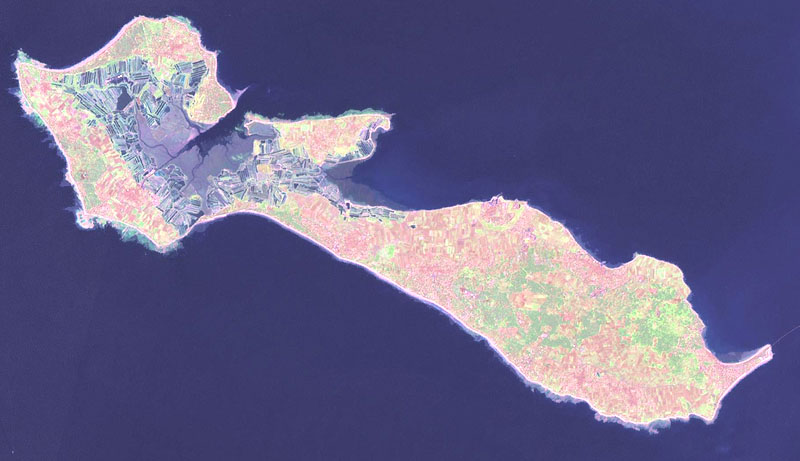
Fotografie din satelit a Insulei Ré (NASA).